# Agaricus campestris
Rosé-des-prés, Agaric champêtre
Pour les articles homonymes, voir Rosé.
Espèce
Agaricus campestris, le Rosé-des-prés, moins communément l'Agaric champêtre, la Psalliote champêtre, le Champignon de rosée ou encore la Souris-rose (au XIXe siècle), est une espèce de champignon (Fungi) basidiomycète du genre Agaricus dans la famille des Agaricaceae. Du même genre que le Champignon de Paris (Agaricus bisporus), c'est un champignon comestible et commun, populaire mais très souvent confondu. Il est caractérisé par ses lames d'abord roses puis brunes à maturité, son anneau discret fugace et la forme de son pied en fuseau.
Le Rosé-des-prés est une espèce recherchée mais dont l'identification est beaucoup moins simple que ce que la croyance laisse à croire. La majorité des cueilleurs le ramassent pensant que les lames roses et les teintes blanches sont son seul critère, mais il partage en réalité ce critère avec quasiment toutes les autres espèces d'Agarics (presque une centaine d'espèces en France), dont beaucoup sont extrêmement ressemblants et dont quelques uns sont toxiques. Il existe une idée préconçue quant à la facilité d'identification de A. campestris, même chez les cueilleurs aguerris. C'est l'espèce entrainant le plus de confusions d'identification, notamment (mais pas que) avec le similaire et toxique Agaric jaunissant (Agaricus xanthoderma) qui est l'espèce en tête de file chaque année du nombre d'intoxications par champignon. Le critère de jaunissement de ce dernier est parfois atténué ou absent, et il est surtout visible dans la chair de la base du pied, qui est souvent laissé à terre lorsqu'il est cueilli avec un couteau. De plus, il n'est pas le seul Agaric toxique ressemblant à A. campestris. Nombre de cueilleurs pensent manger des Rosés-des-prés en ayant ramassé en réalité une autre espèce d'Agaric semblable, dans la plupart des cas non toxique, mais renforçant l'idée du ramasseur dans sa capacité à reconnaître l'espèce. Cela entraîne un biais de confirmation n'encourageant pas à rechercher les bons critères pour reconnaitre l'espèce, favorisant dans le futur une confusion avec un Agaric toxique faute de faire attention aux bons détails. Pour des raisons de santé publique, il est important de balayer la croyance sur sa prétendue facilité d'identification : le Rosé-des-prés est en réalité une espèce particulièrement prompte à être confondue.

## Taxonomie
Le nom correct complet (avec auteur) de ce taxon est Agaricus campestris L..

### Synonymes
Agaricus campestris a pour synonymes :
- Agaricus arvensis var. villaticus (Brond.) Anon.
- Agaricus bisporus subsp. albidus (J.E.Lange) Singer, 1961
- Agaricus bisporus subsp. avellaneus (J.E.Lange) Singer, 1961
- Agaricus campester L., 1753
- Agaricus campestris L. ex Fr.
- Agaricus campestris Scop.
- Agaricus setiger Fr.
- Agaricus subfloccosus subsp. bisporus (J.E.Lange) Hlavácek, 1951
- Agaricus villaticus Brond.
- Amanita campestris (L.) Roussel
- Fungus campestris (L.) Kuntze
- Fungus setiger (Fr.) Kuntze
- Fungus villaticus (Brond.) Kuntze
- Hypophyllum campestre (L.) Paulet
- Pluteus campestris (L.) Fr.
- Pratella campestris (L.) Gray
- Pratella pratensis
- Pratella setigera (Fr.) Gillet
- Pratella villatica (Brond.) Gillet
- Pratella villatica (Brond.) Quél.
- Psalliota arvensis var. villatica (Brond.) Cleland & Cheel
- Psalliota bispora subsp. avellanea (J.E.Lange) Treschew, 1944
- Psalliota campestris (L.) Fr.
- Psalliota campestris (L.) P.Kumm.
- Psalliota campestris (L.) Quél.
- Psalliota flocculosa Rea
- Psalliota hortensis subsp. avellanea J.E.Lange, 1939
- Psalliota hortensis subsp. bispora J.E.Lange, 1926
- Psalliota villatica (Brond.) Bres.

### Phylogénie

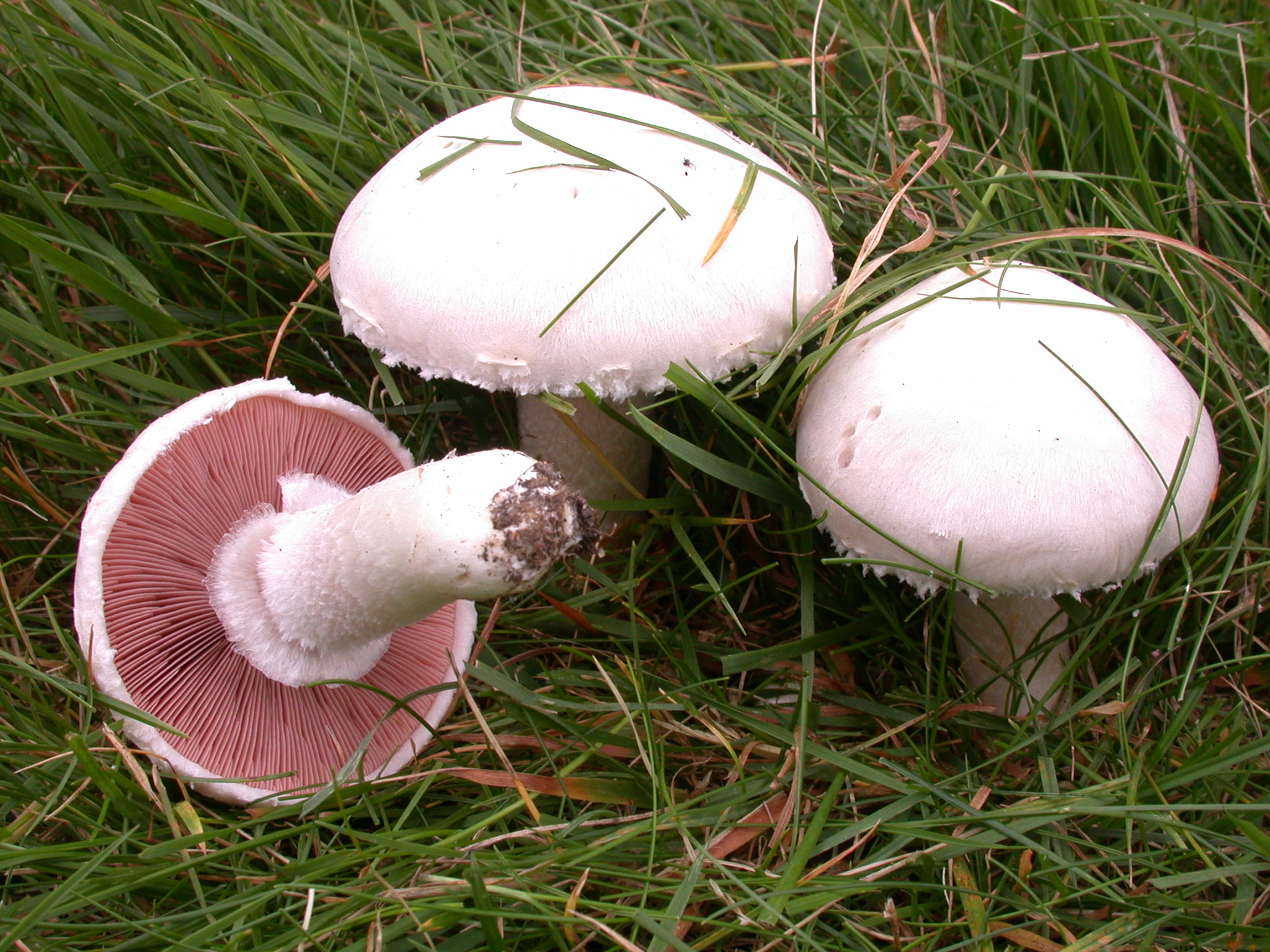
Trois Rosés-des-prés

Cette espèce a été initialement décrite et nommée en 1753 par Carl Linnaeus sous le nom d'Agaricus campestris.

### Étymologie
L'épithète spécifique vient du latin campestris : plaine et par extension champ donc qui pousse dans les champs, champêtre.

### Noms vulgaires et vernaculaires
Les noms vernaculaires d'Agaricus campestris sont: Rosé-des-Prés, Agaric champêtre, Psalliote champêtre, Champignon de rosée, Souris rose, Petit rosé. En Occitan, il est appelé Bosiguet (prononcé : "bouziguét") ou Pradelet ("padélét"). En anglais, il est appelé Field mushroom ou Meadow mushroom.

## Description du sporophore
C'est un champignon qui présente un pied et un chapeau. Le pied est central. Sous le chapeau, l'hyménophore est constitué de lames libres, serrées et inégales, c'est-à-dire qu'il y a des lamelles qui sont plus courtes.
Son chapeau mesure 4 à 10 cm, il est fibrilleux ou un peu méchuleux, de couleur blanc pur puis blanc-rose ou blanc grisâtre en vieillissant. Sa marge est longtemps enroulée et déborde un peu du chapeau, parfois. Sa forme est d'abord hémisphérique à convexe puis devient plat avec le temps
L'hyménophore est fait de lames libres, de couleur rose vif à rose saumon puis brunes avec l'âge. Sa sporée est brune.
Son stipe mesure 4 à 10 cm x 0,8 à 2 cm, de couleur blanc, parfois crème, lisse, allant en s'amincissant vers la base (en fuseau), portant un anneau blanc membraneux ascendant, court et fragile, incomplet, mal formé et souvent vite disparu. Il est séparable du chapeau.

La chair est blanchâtre, rougissante légèrement et lentement à la coupe, épaisse et pleine. Sa saveur est douce et fongique et son odeur est agréable, fongique, rappelant le "Champignon de Paris".

Principaux caractères distinctifs
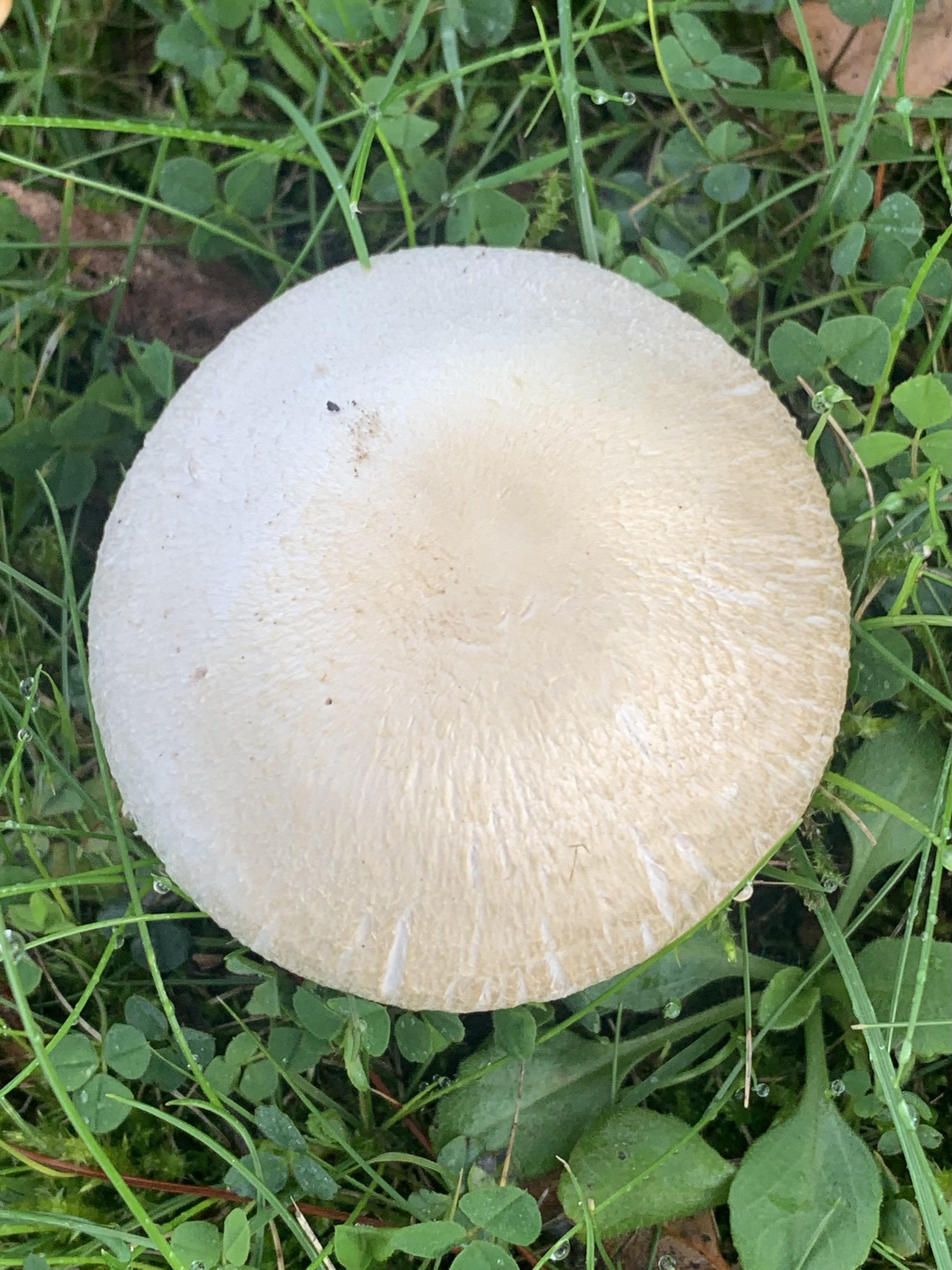
Chapeau blanchâtre légèrement méchuleux.
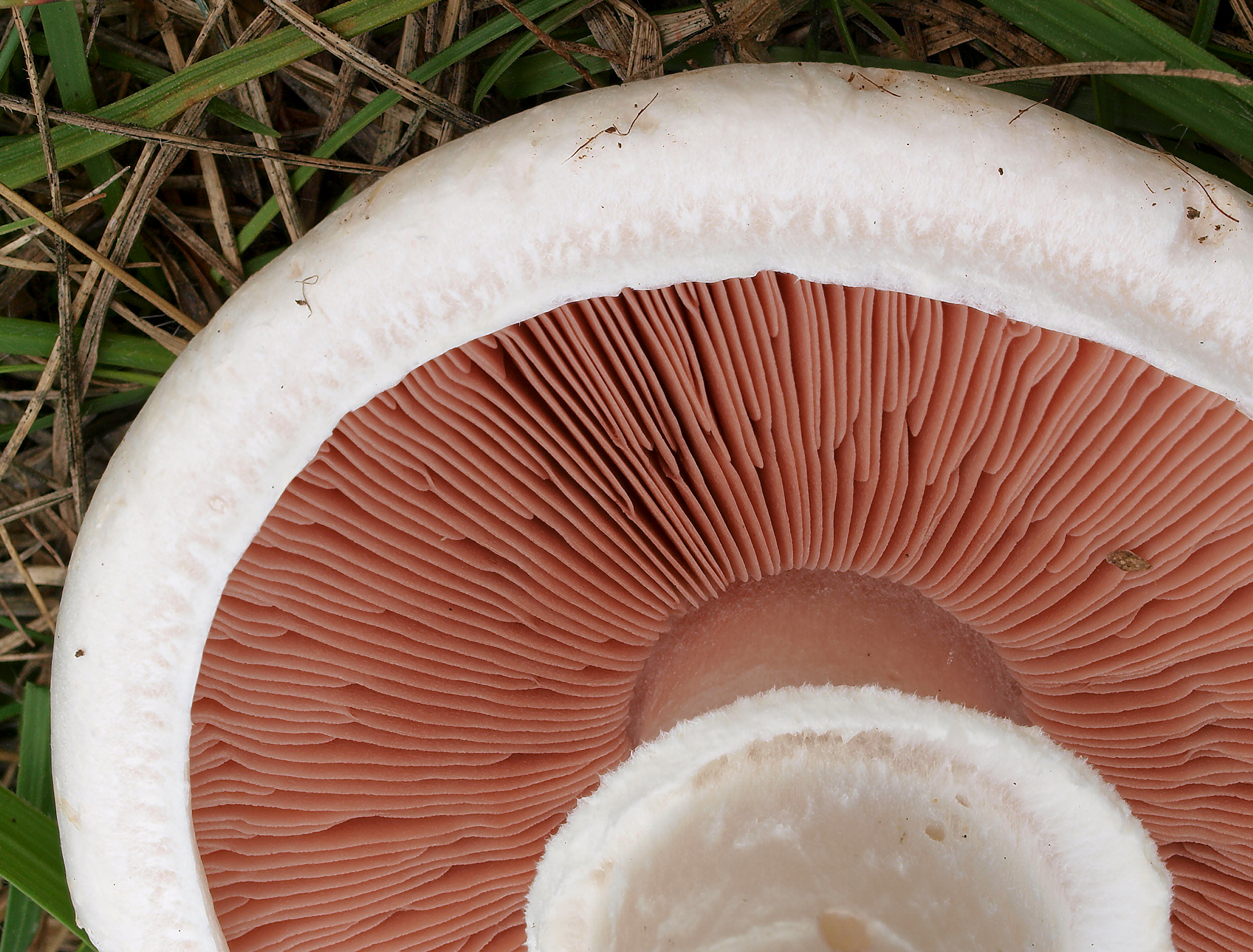
Lames tout d'abord saumon-brunâtres...
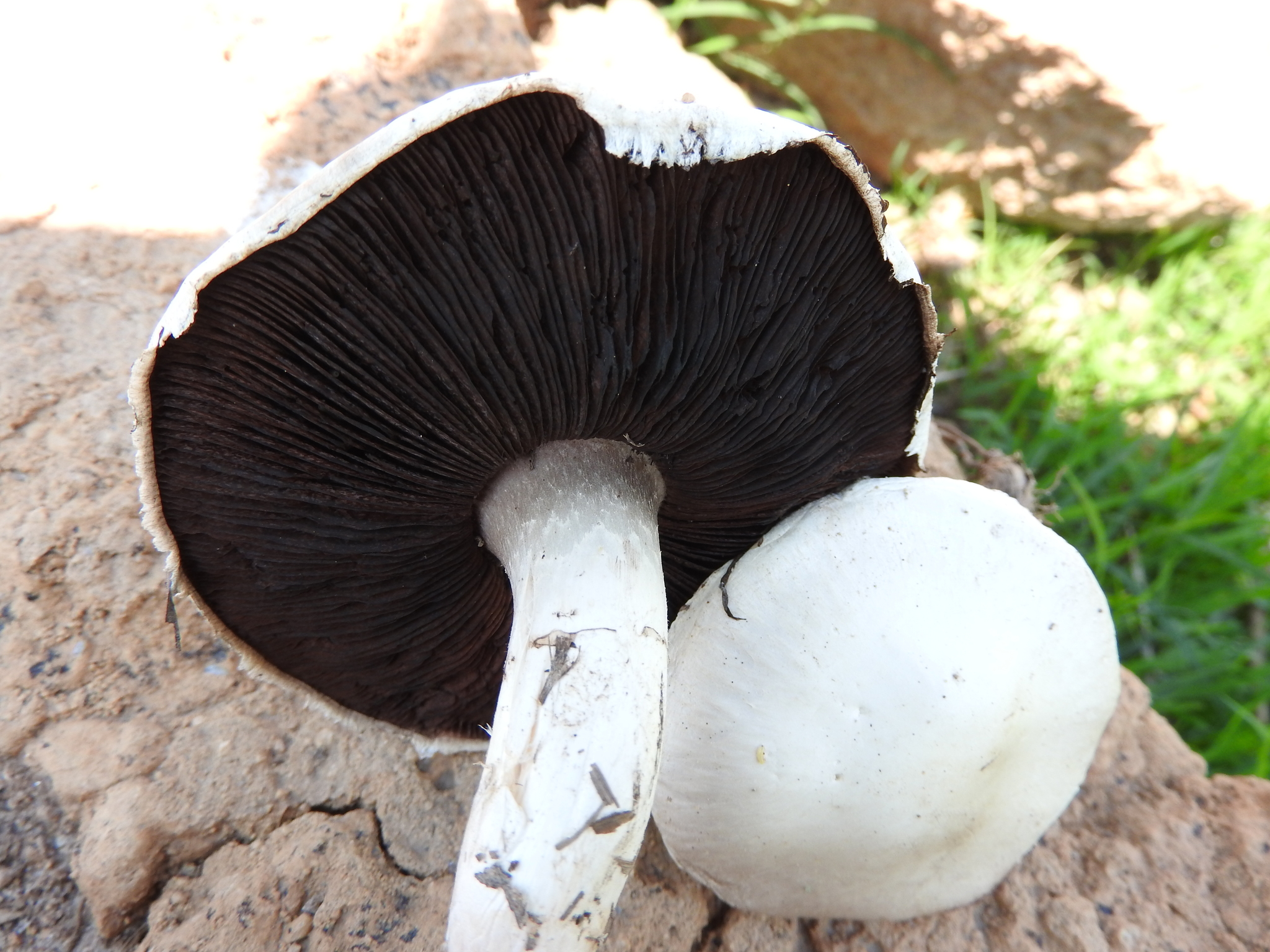
...puis devenant brunes à marron avec l'âge.
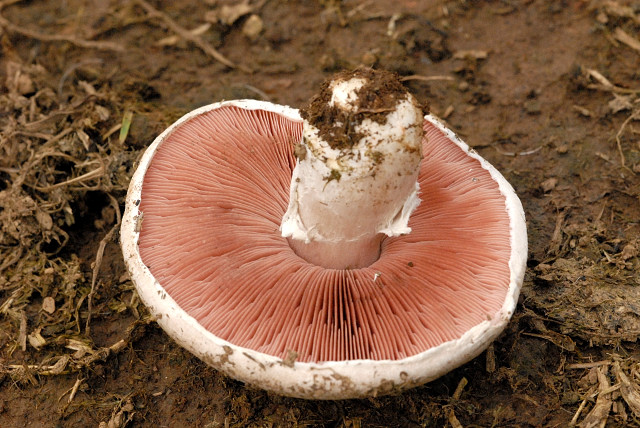
Anneau discret, très peu étendu, fugace, parfois même absent. Jamais très étendu.
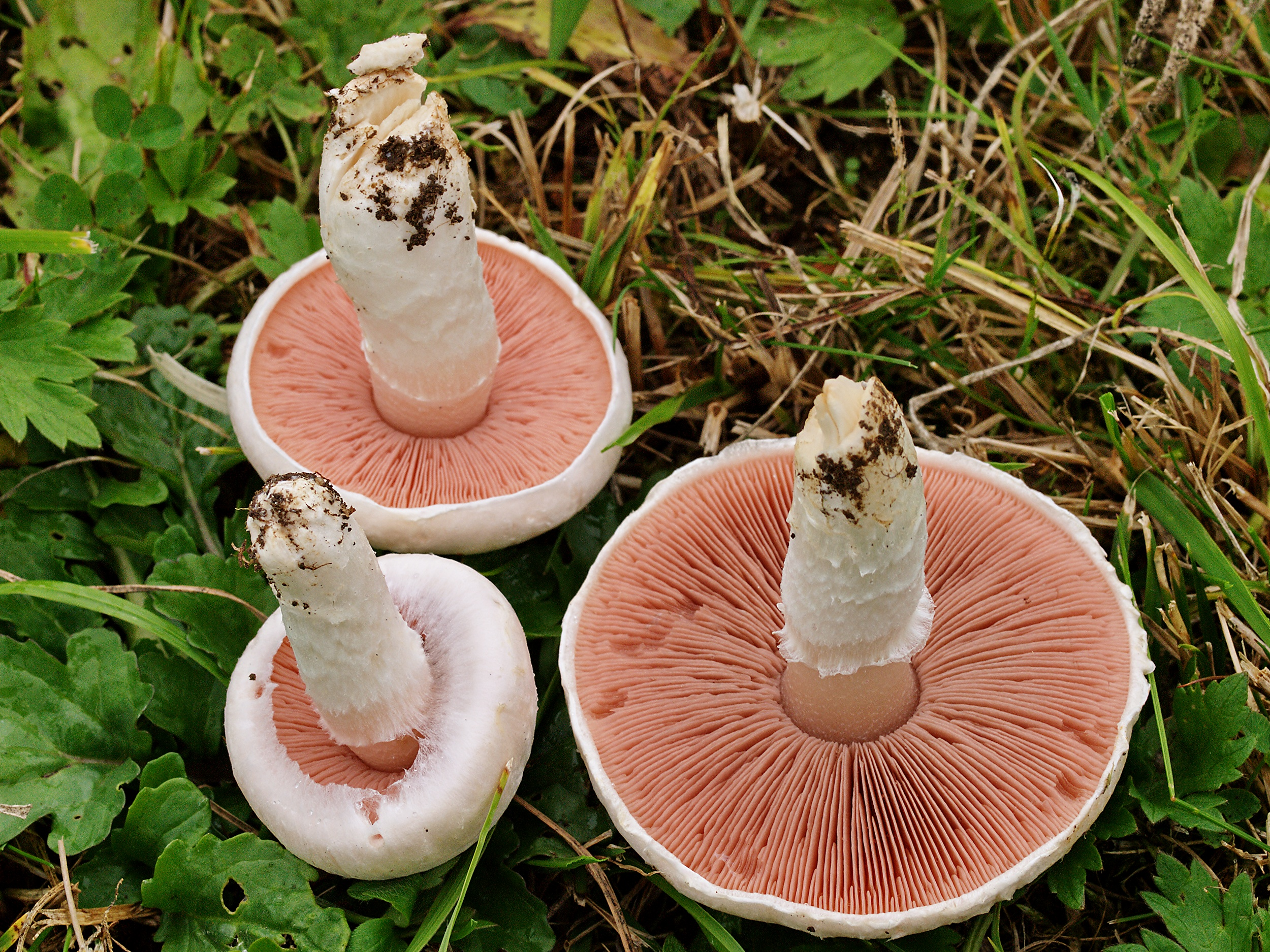
Pied obligatoirement en forme de fuseau, jamais en forme de bulbe.
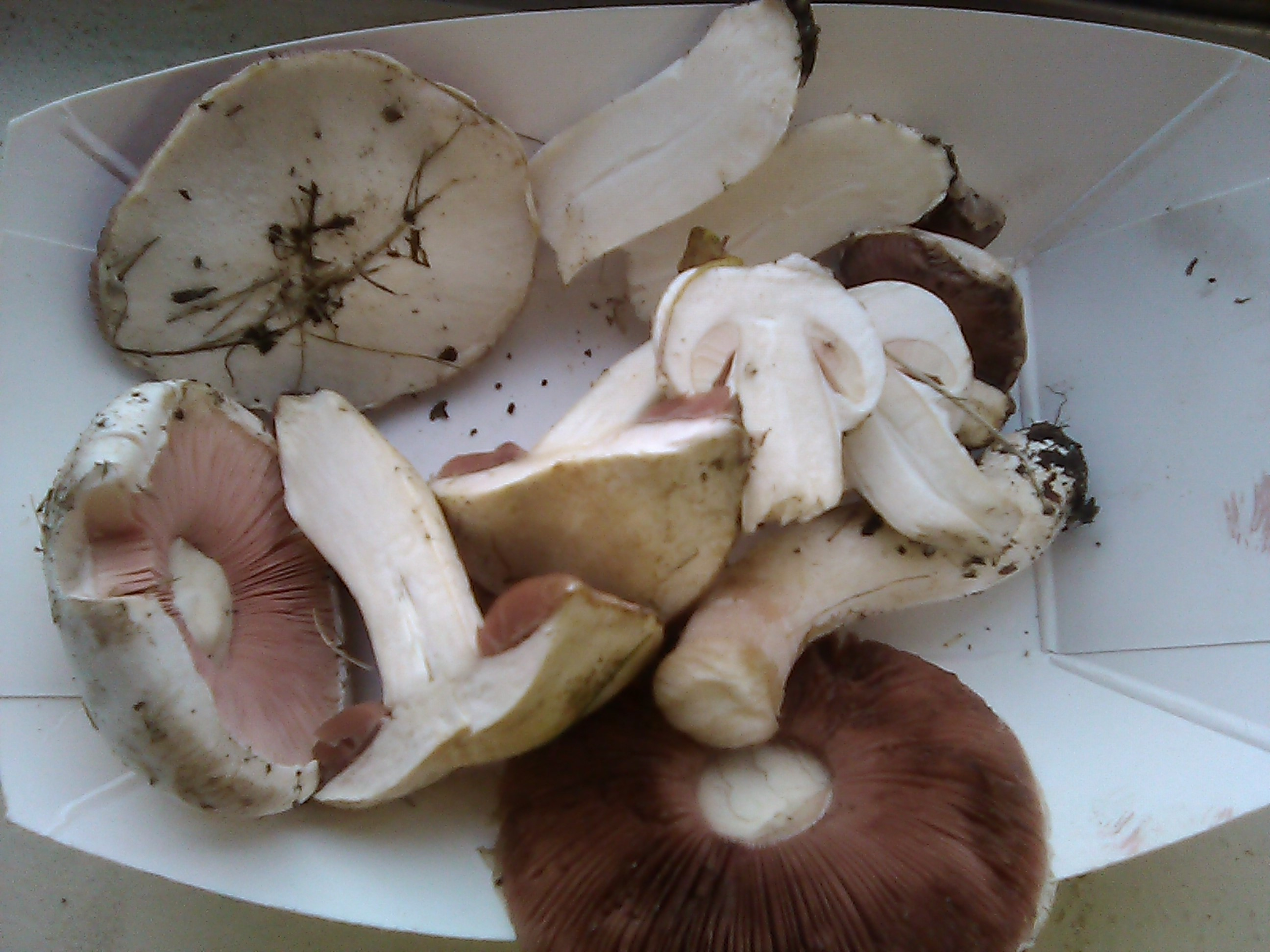
Chair blanche non jaunissante à la coupe/grattage, odeur douce.

## Galerie

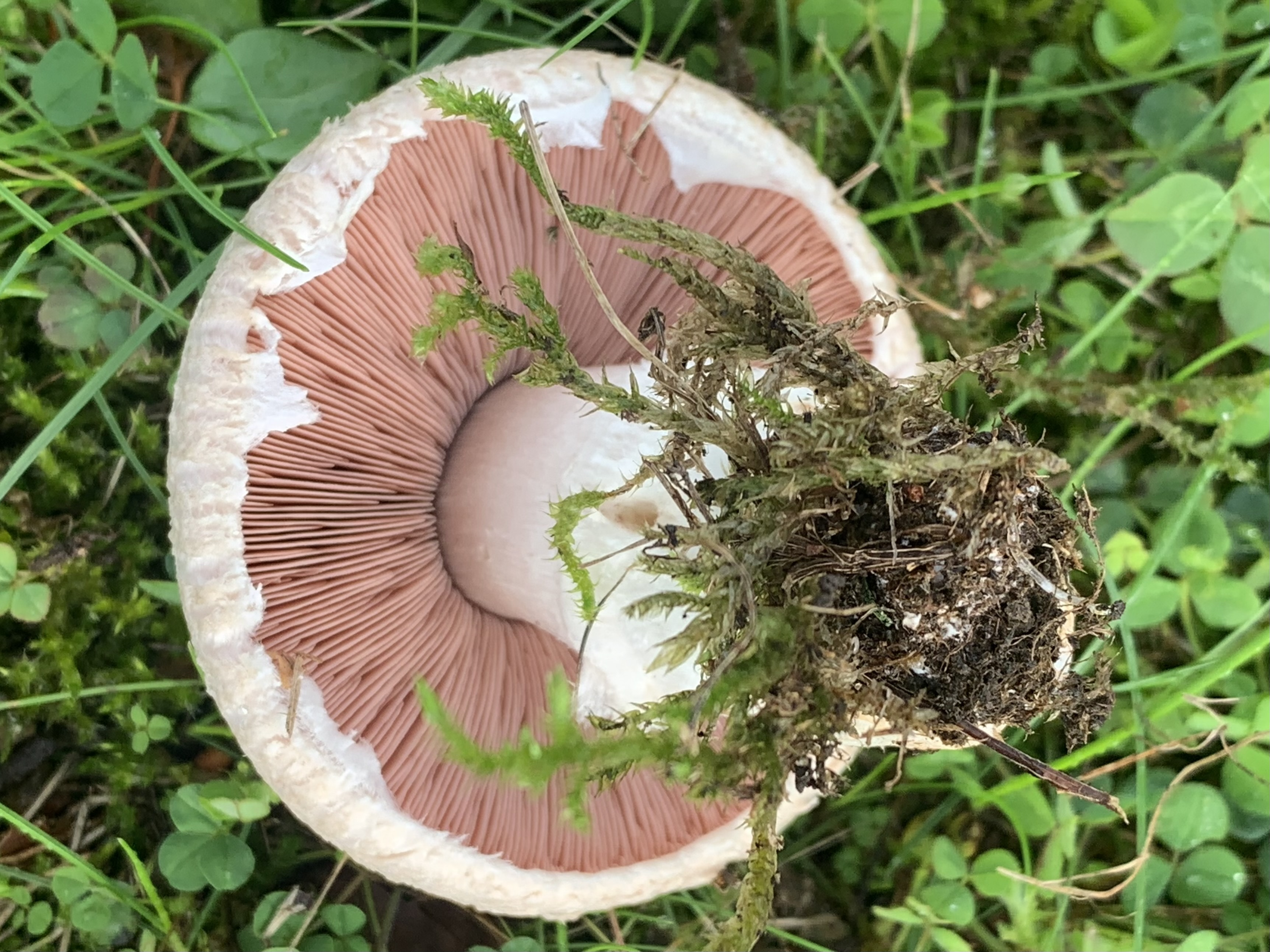
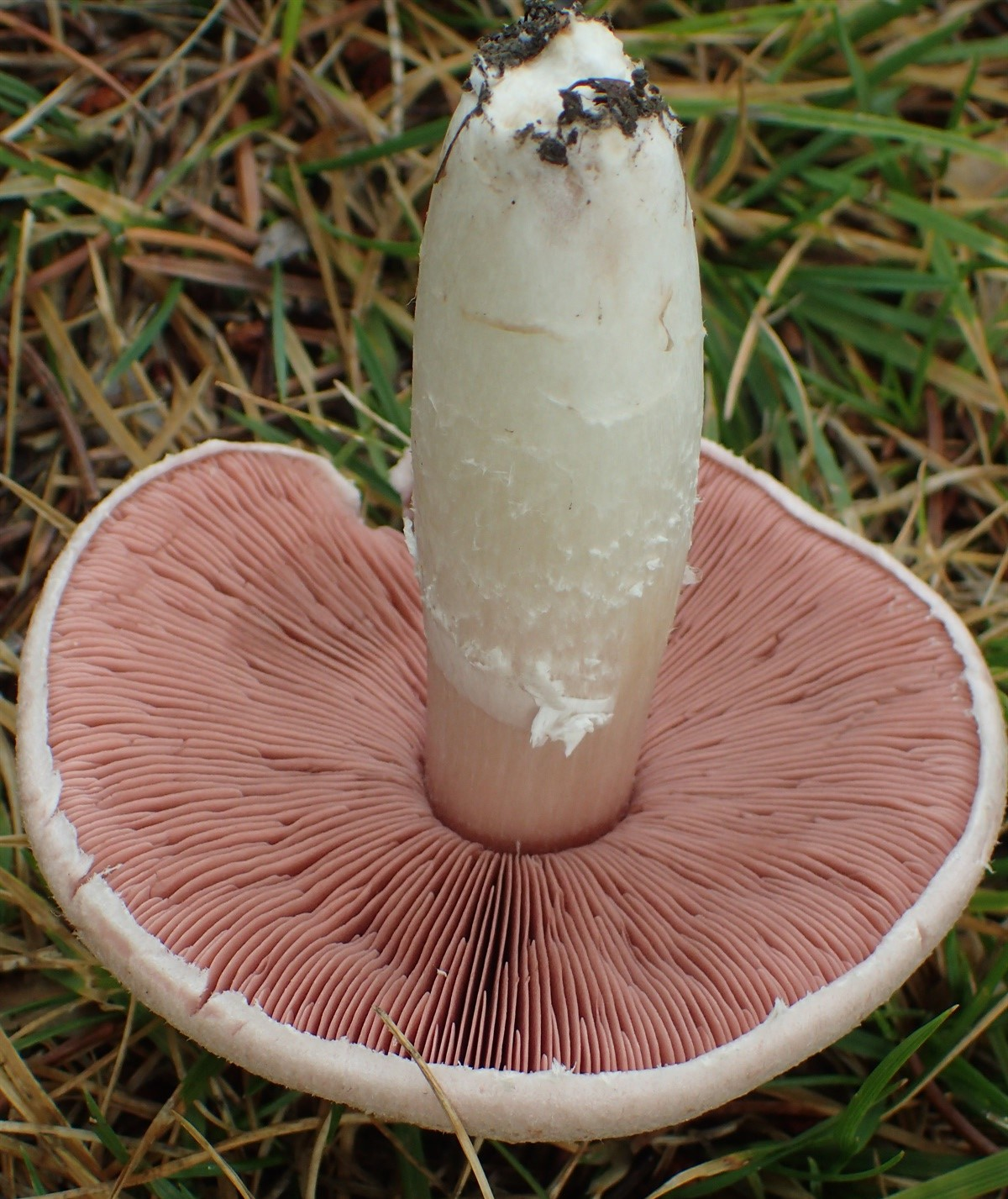
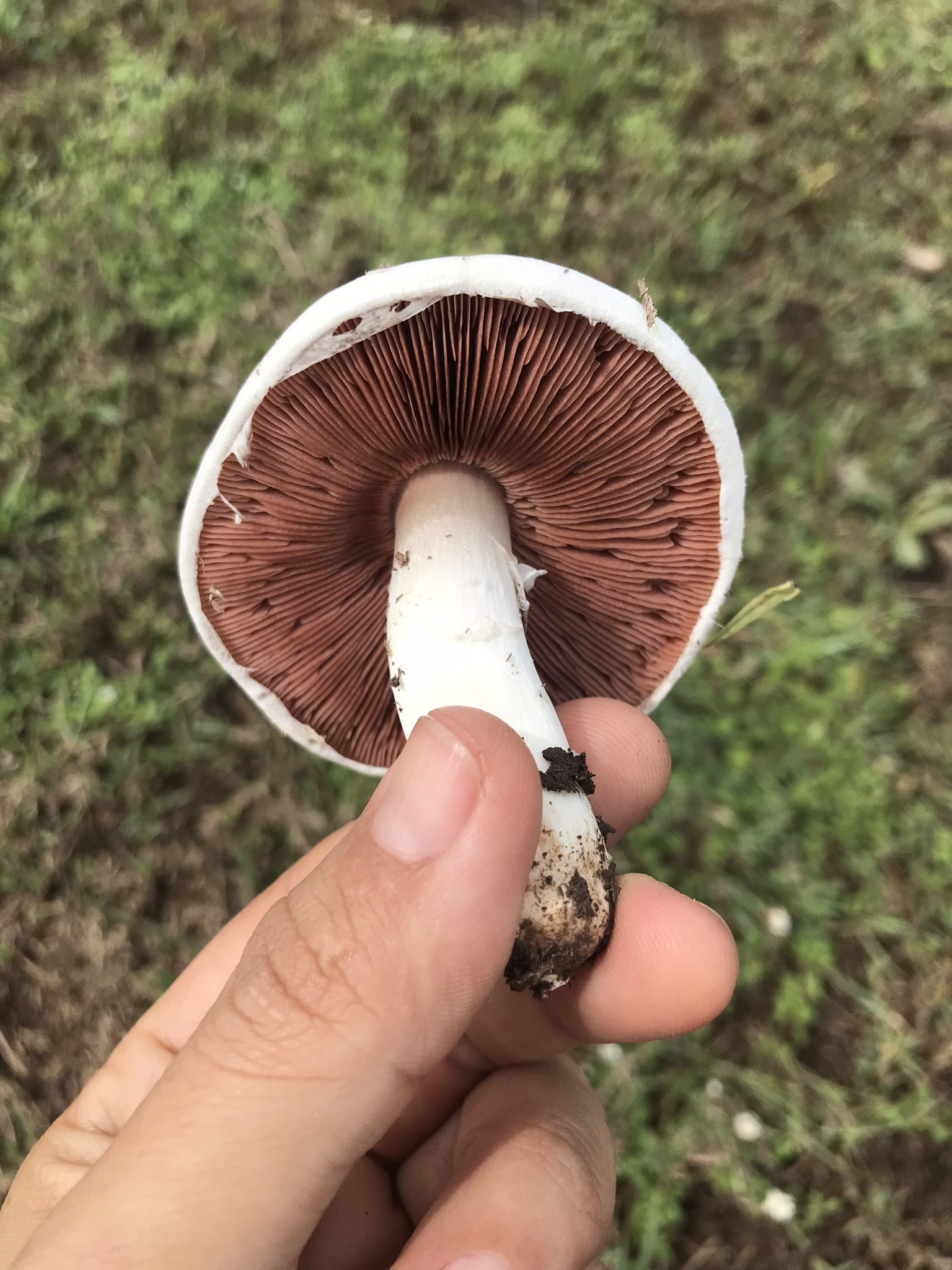
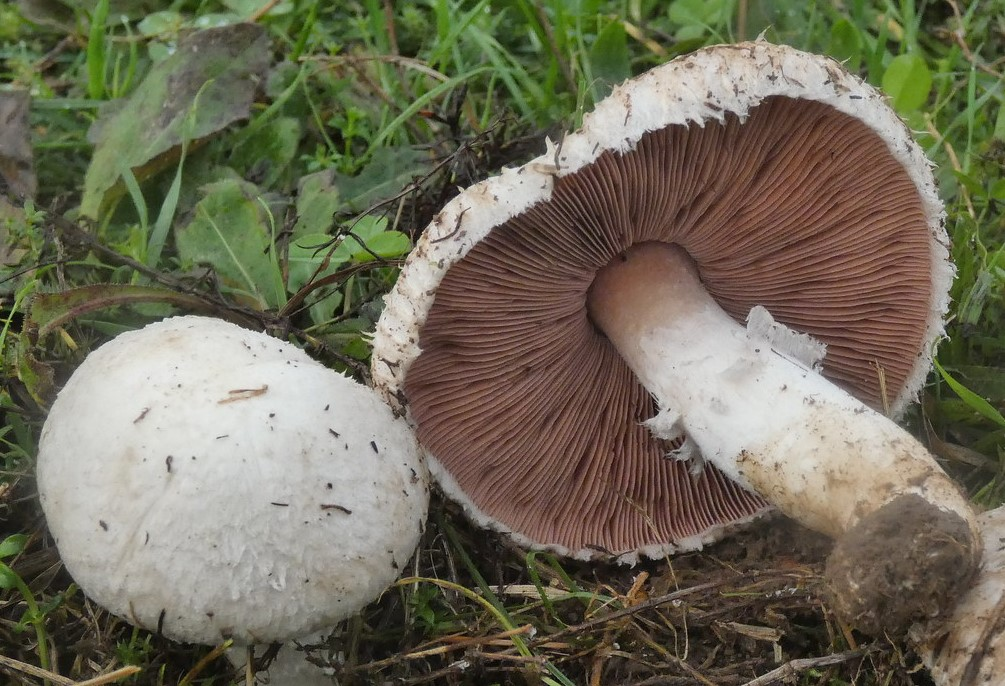
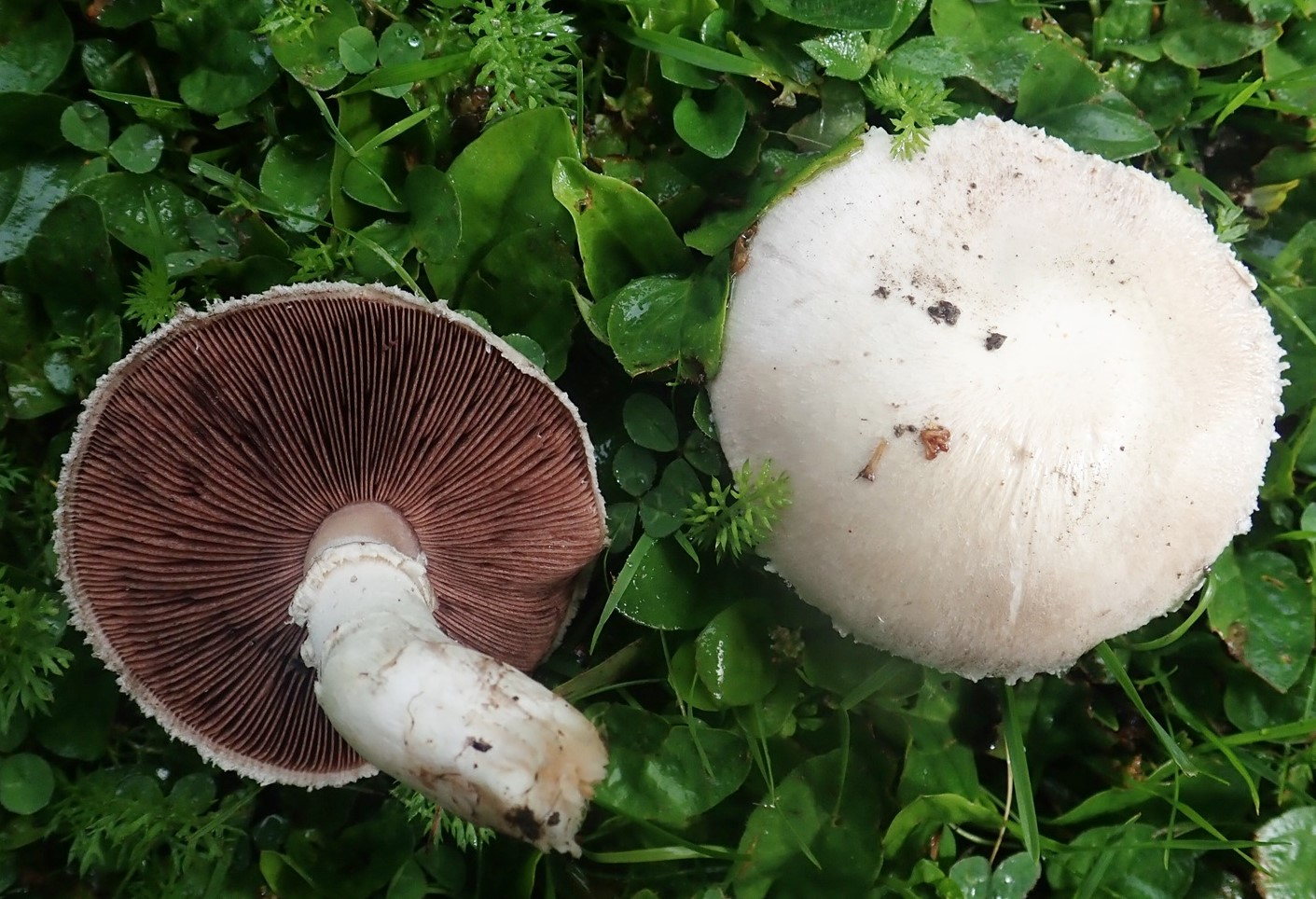
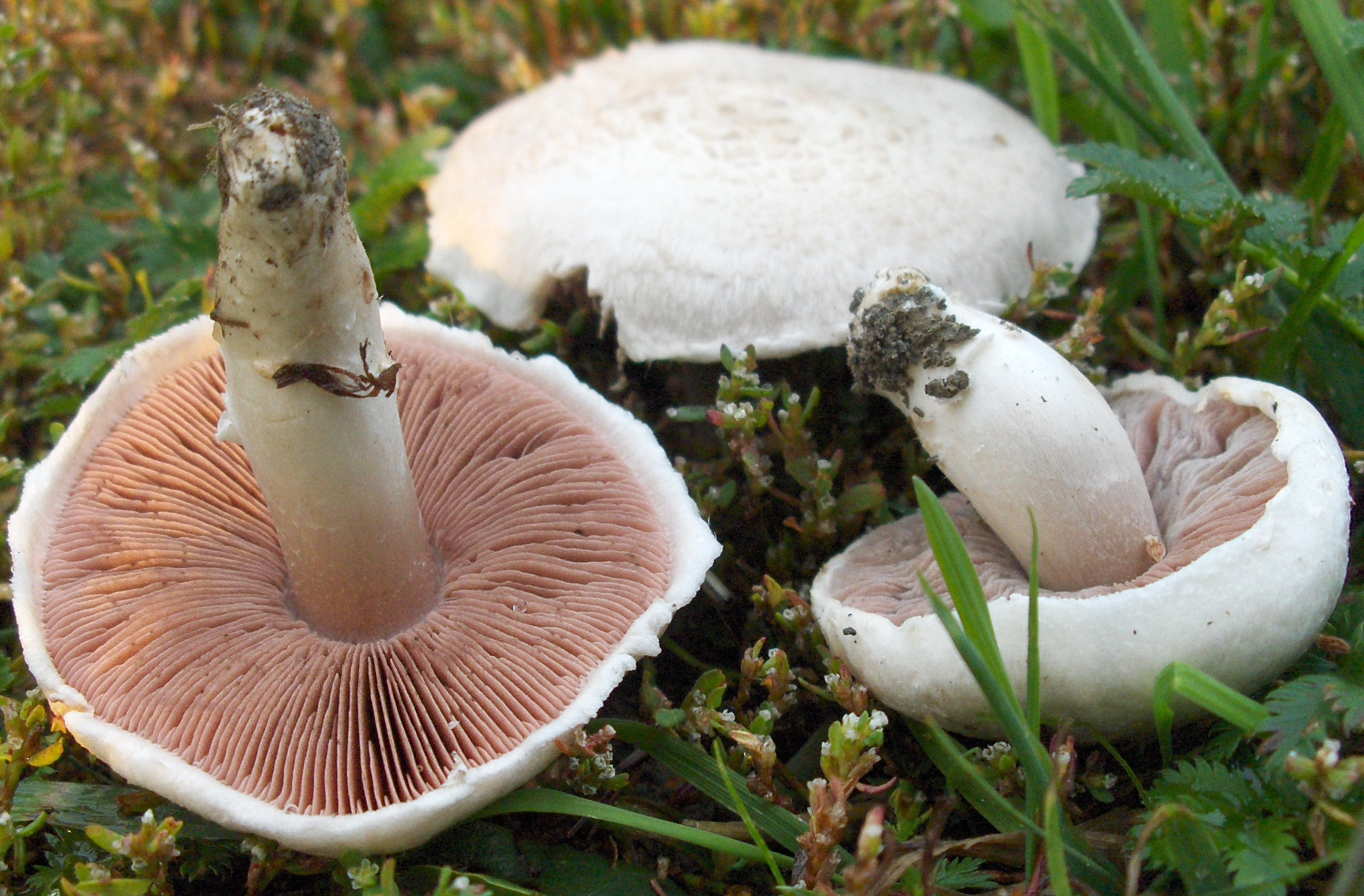
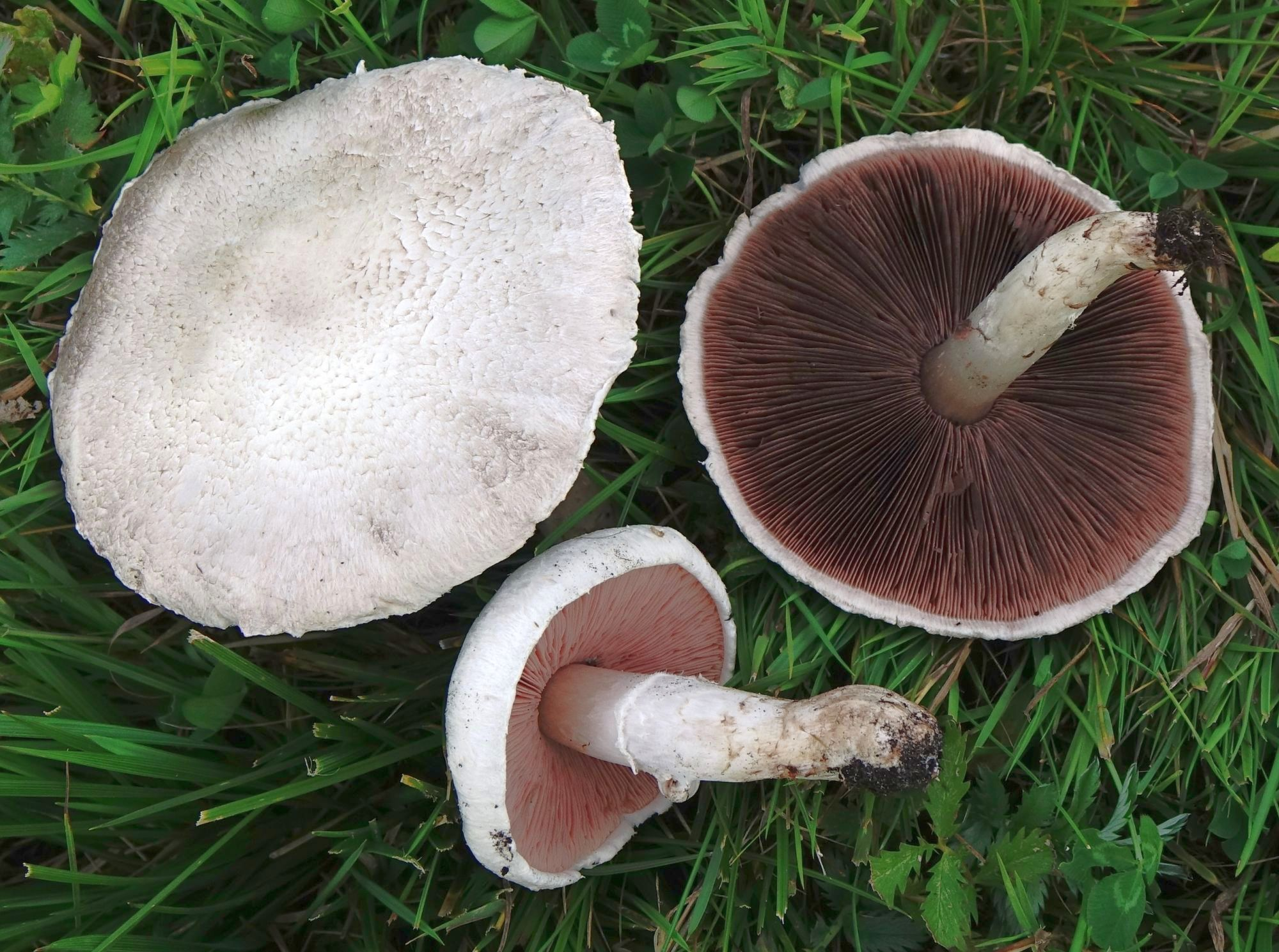
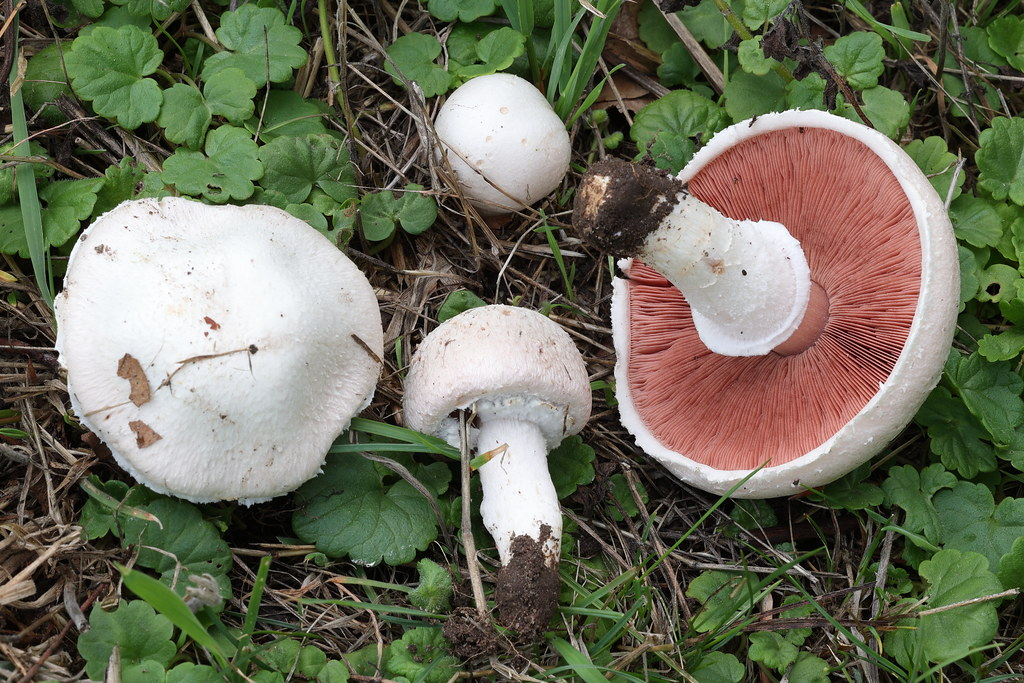
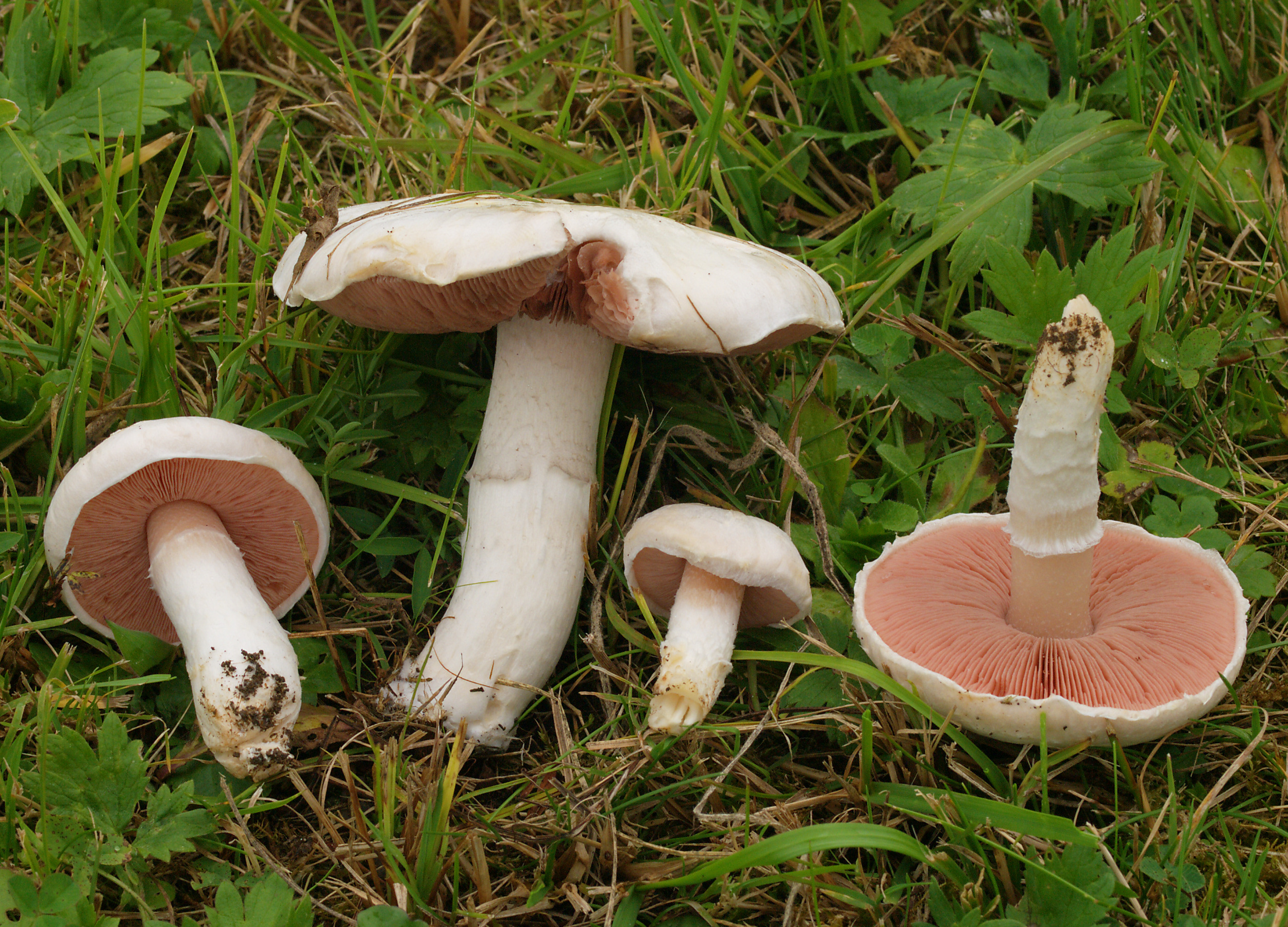
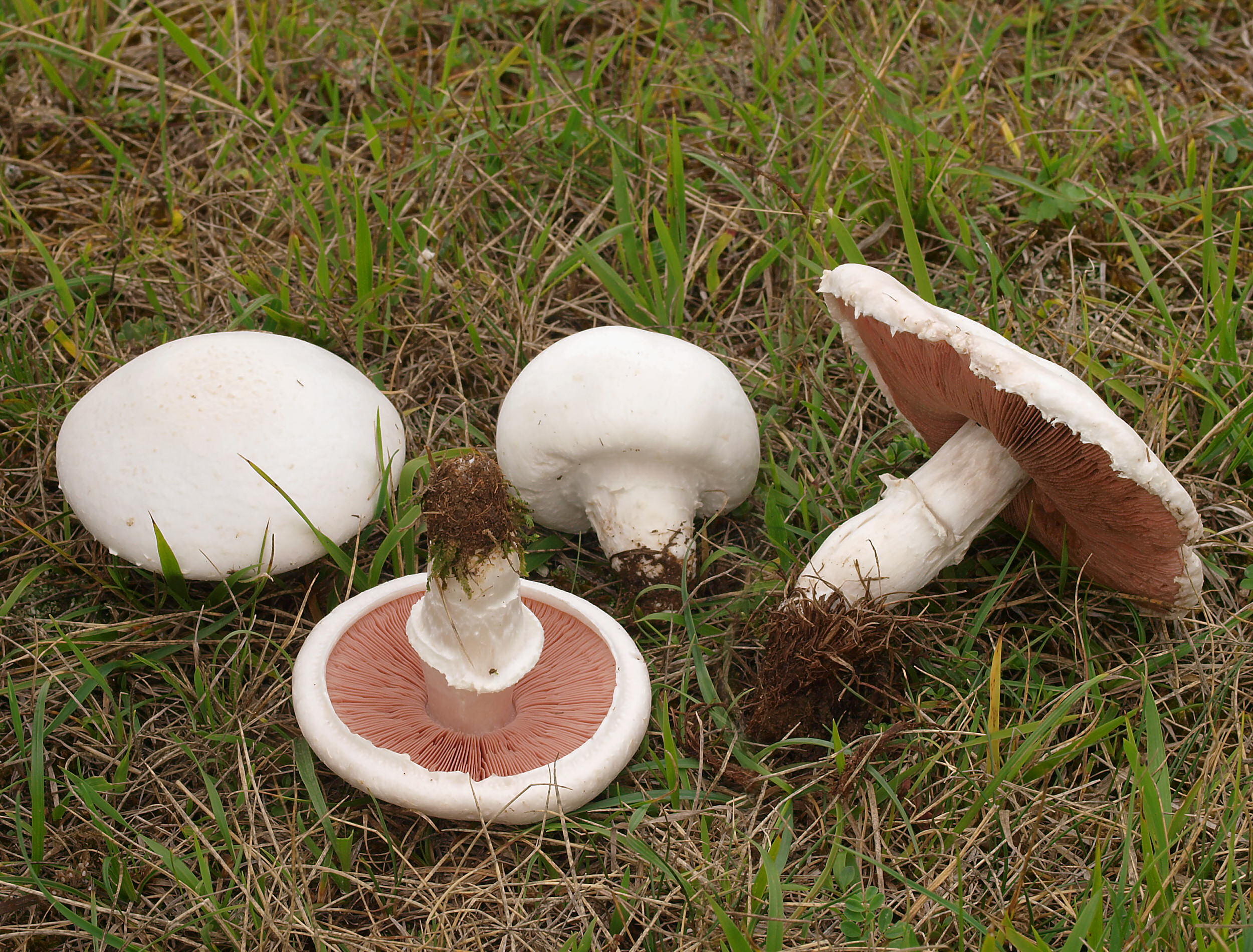
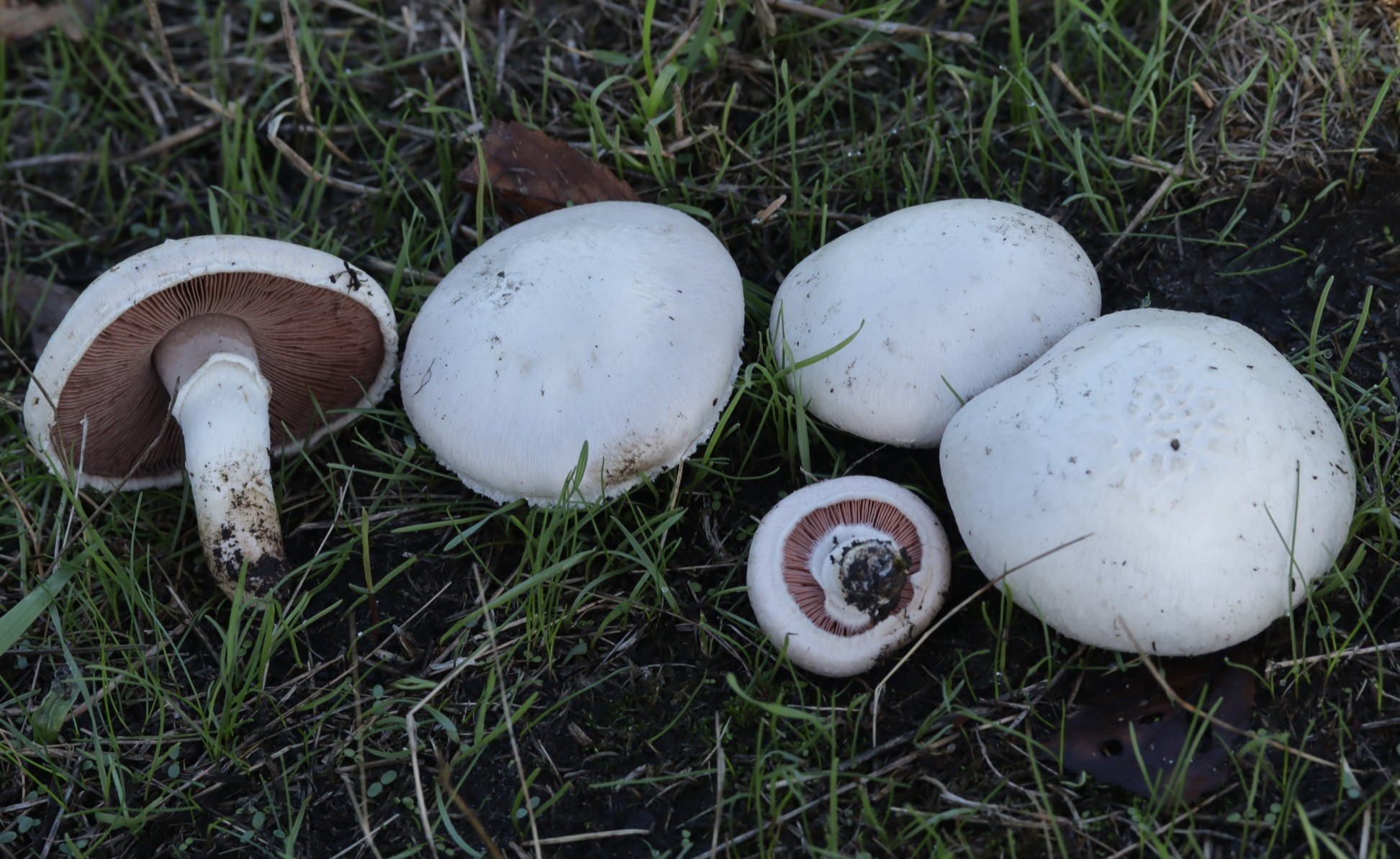
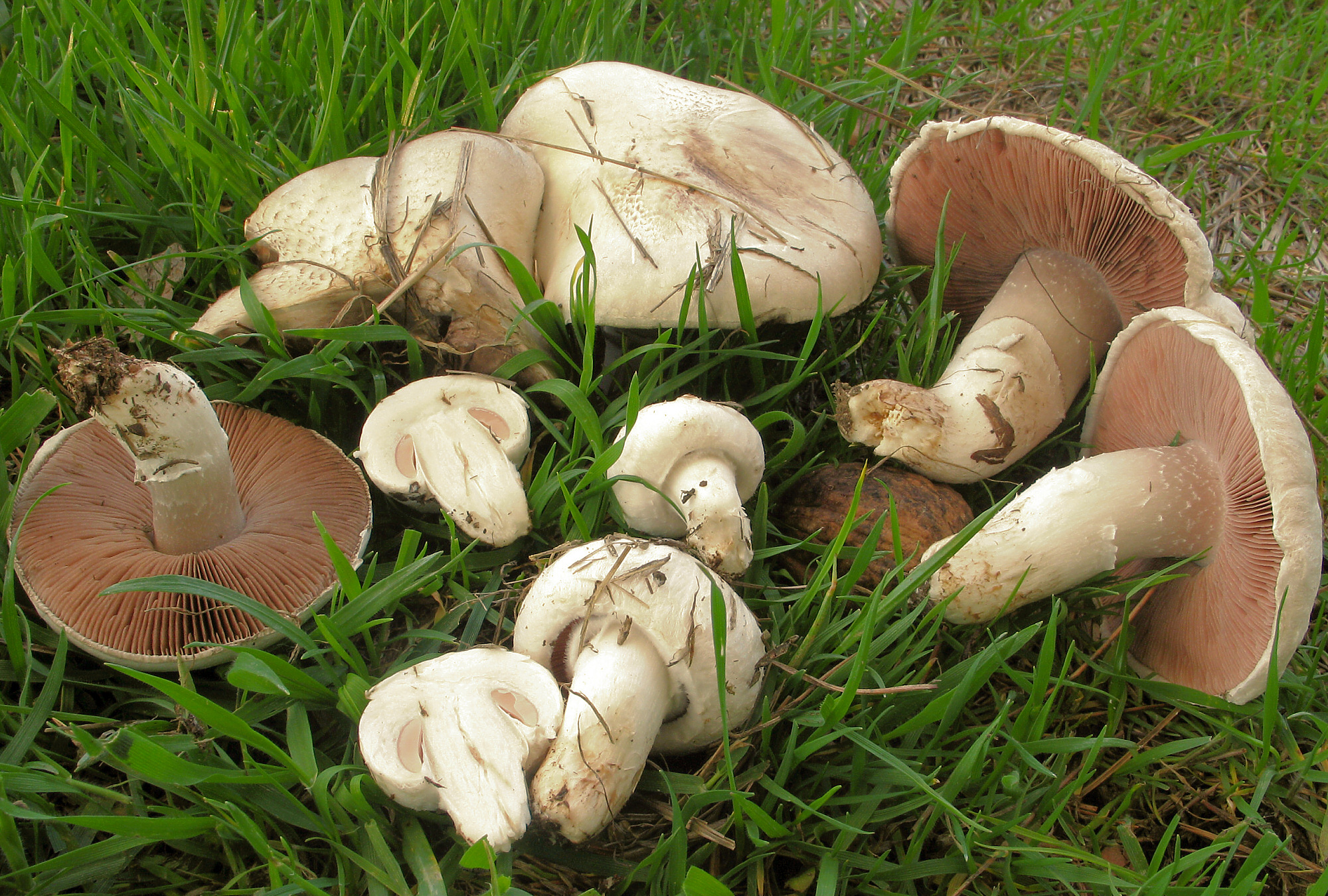
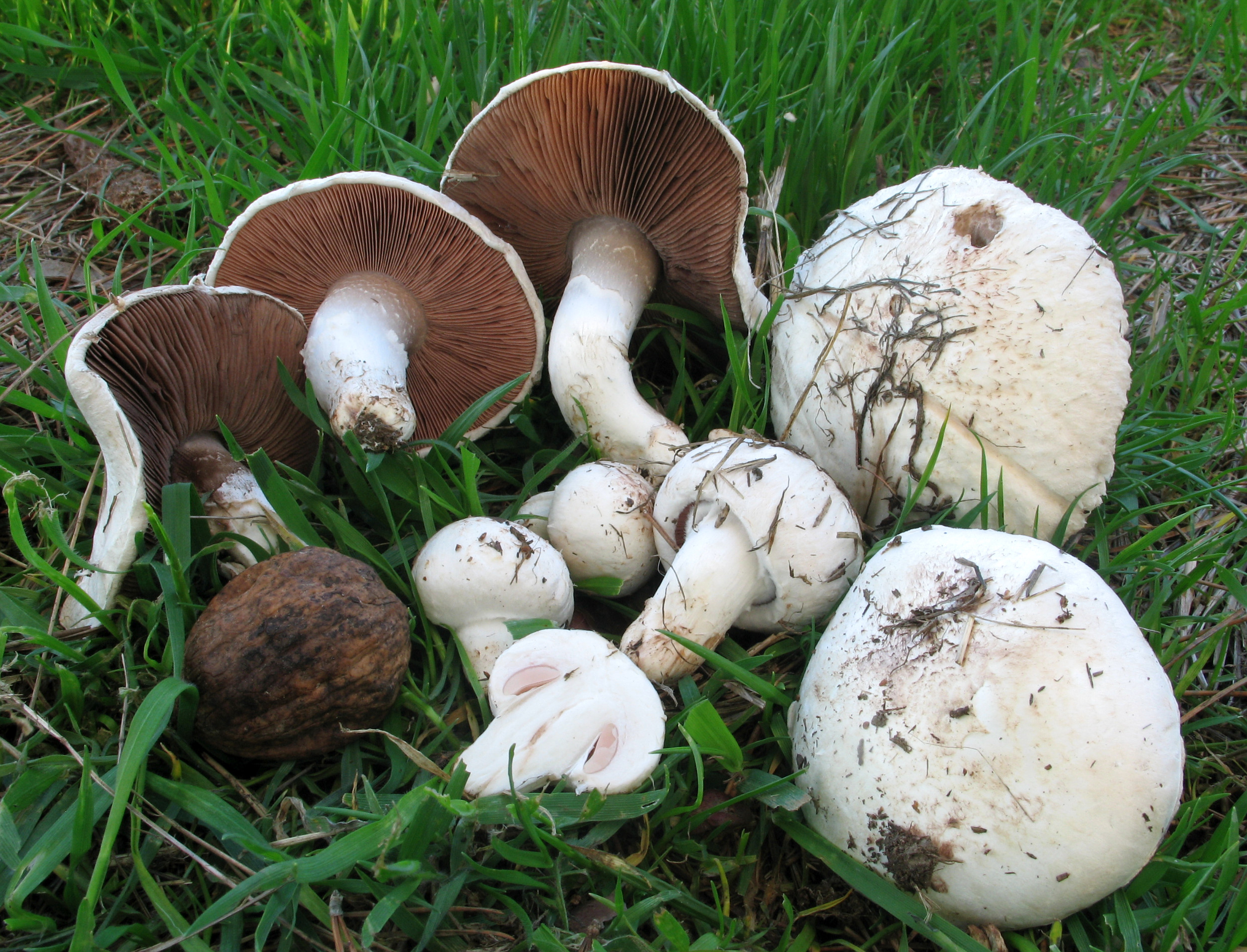
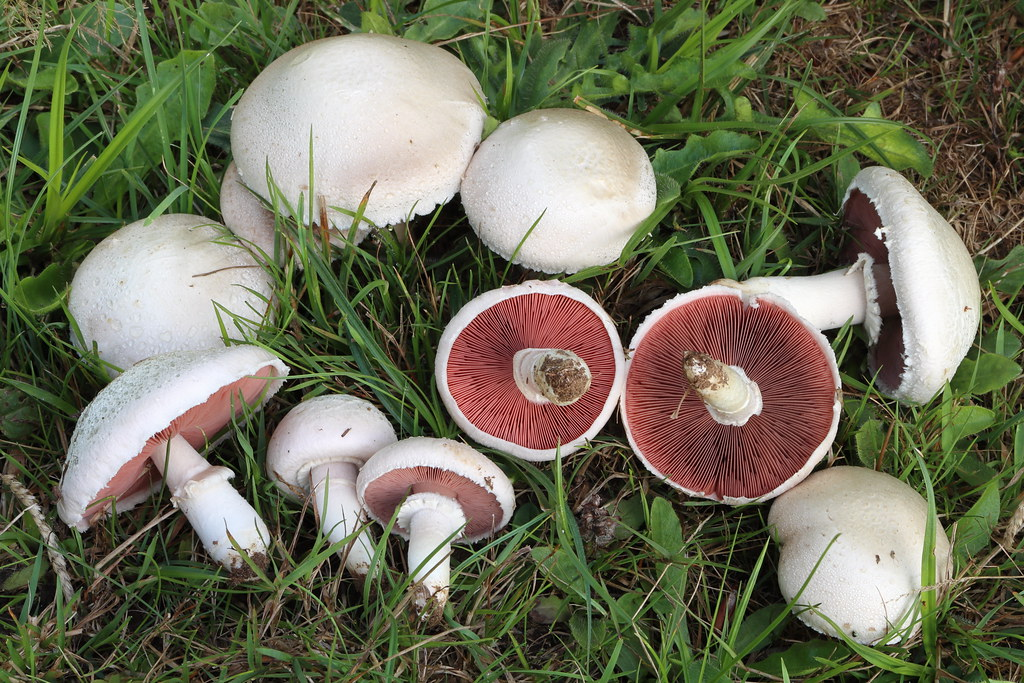
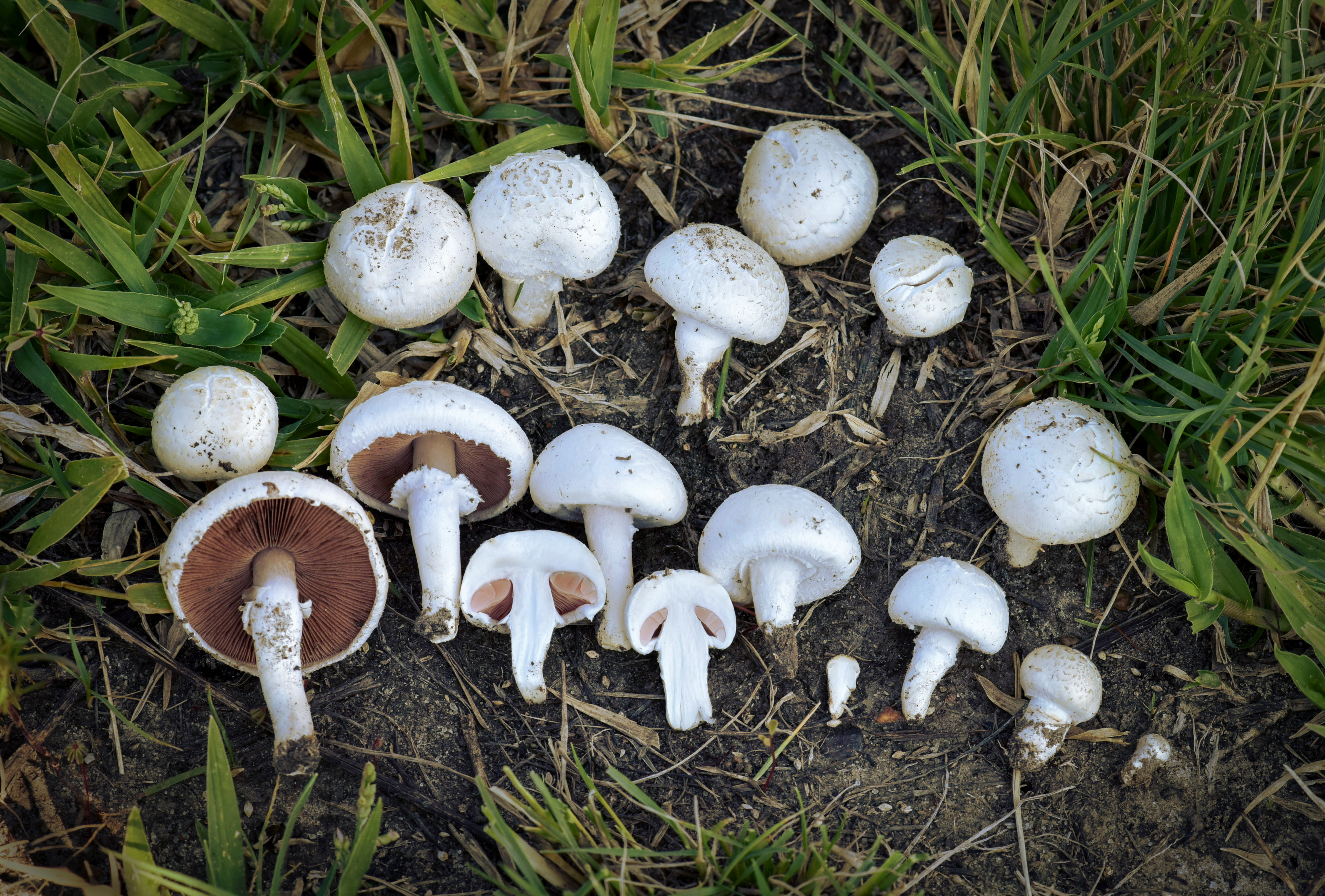

### Caractéristiques microscopiques
Ses spores mesurent 6,5 à 8,5 µm × 4,5 à 4,6 µm.

## Habitat et distribution
C'est un champignon saprotrophe. Il est retrouvé dans les prairies, les jardins et les prés pâturés par les vaches et surtout par les chevaux. Il pousse en troupe (c'est-à-dire en petits groupes) et, parfois, en ronds de sorcière. Il est présent dans le monde entier, surtout en Europe et en Amérique du Nord. Selon les régions, il peut être très commun à assez rare.
Agaricus campestris pousse de la fin de l'été à la fin de l'automne, entre Août et Novembre mais on peut en trouver dès le printemps.
Ce taxon se rencontre dans les pays suivants : Allemagne, Andorre, Australie, Autriche, Belgique, Canada, Chine, Corée du Sud, Croatie, Danemark, Espagne, Estonie, Finlande, France, Grèce, Géorgie, Hong Kong, Hongrie, Inde, Irlande, Islande, Israël, Italie, Japon, Luxembourg, Mexique, Norvège, Nouvelle-Zélande, Pays-Bas, Pologne, Portugal, Roumanie, Royaume-Uni, Russie, Taïwan, Serbie, Singapour, Slovaquie, Slovénie, Suisse, Suède, Tchéquie, Ukraine, États-Unis, Île de Man, Îles Féroé.

## Comestibilité

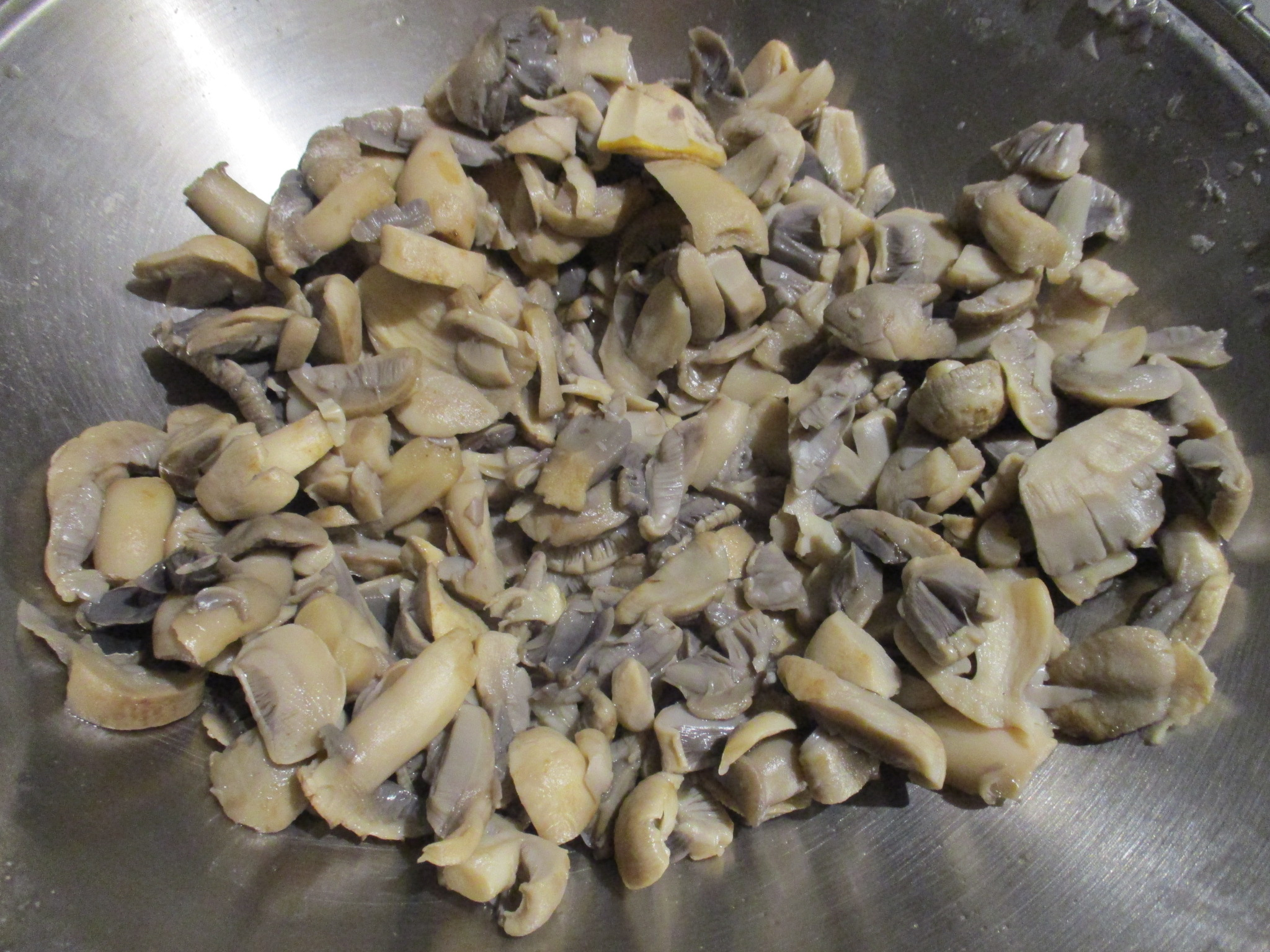
Rosés des prés cuits.

Le Rosé-des-Prés est un bon comestible. Ces champignons peuvent être dégustés sautés ou fris ou au barbecue. La saveur de ce champignon ressemble très fortement à celle des Champignons de Paris. Il est préférable de consommer les Rosé-des-Prés quand leurs lames sont encore roses et quand leur chair n'est pas vérolée. Aussi, il est déconseillé de prendre ces champignons lorsqu'eux-mêmes sont colonisés par un autre champignon provoquant une moisissure.
Il est à noter que tous les champignons du groupe des Agarics (y compris les fameux Champignons de Paris) contiennent des molécules probablement cancérigènes dont la teneur diminue drastiquement lors de la cuisson. De ce fait, même si certains auteurs continuent à dire que nous pouvons les manger crus, il est recommandé de les cuire avant de les consommer et de ne pas en manger plus de 2kg par an et par personne, et cela pour tous les Agarics.

## Confusions possibles
Les critères capitaux à impérativement retenir pour identifier le Rosé-des-près sont l'anneau fugace peu étendu, le pied en forme de fuseau et la chair blanche ne jaunissant pas, ce sont des critères obligatoires pour le différencier d'autres Agarics. Si ces critères ne sont pas présents, il vaut mieux revoir l'identification. La croyance populaire portant sur la prétendue facilité d'identification du Rosé-des-près est source directe de nombre d'intoxications chaque année, il est important de faire de la prévention quant à cette idée reçue. Il existe presque une centaine d'espèces d'Agarics en France métropolitaine, beaucoup ressemblant au Rosé-des-prés, et peu réellement comestibles.
Pour correctement identifier une espèce du genre Agaricus, les principaux critères à noter sont : 
- L'ornementation du chapeau (lisse, squamuleux, méchuleux)
- L'anneau et ses caractéristiques (étendu, fugace, mince, épais, cottoneux, en roue dentée, pelucheux sur sa face inférieure, mince, en jupe, en chaussette, perpendiculaire, etc)
- La forme du pied (en bulbe, en fuseau, en massue, cylindrique, terminé par une racine)
- Le changement de couleur de la chair au grattage et à la coupe (nul, jaunissant, rougissant, faiblement, fortement, lentement)
- L'odeur (anis, amande amère, phénol, iodée, nulle).

### Confusions possibles avec d'autres Agarics
Liste non exhaustive des autres espèces d'Agarics pouvant être confondus avec le Rosés-des-prés. Énormément de cueilleurs pensent bien connaitre cette espèce, sans imaginer le nombre faramineux existant d'espèces proches et souvent difficiles à distinguer. La quasi-totalité des espèces d'Agarics possèdent des lames rosées ou rosâtres avant de devenir brunes à maturité, il est donc important d'oublier le mot "rosé " pour ce qui concerne l'identification d'Agaricus campestris. Voici quelques espèces d'Agarics présents en France métropolitaine, toxiques, sans intérêt, ou comestibles, plus au moins ressemblants au Rosés-des-prés et susceptibles d'être confondus avec lui :

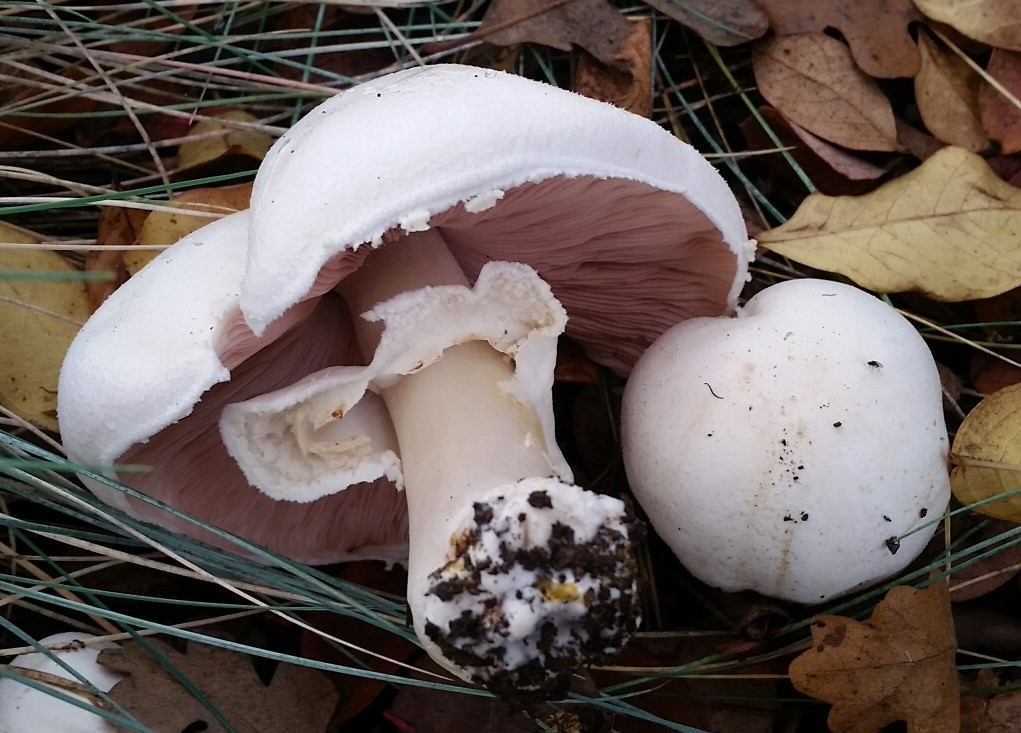
l'Agaric jaunissant (Agaricus xanthodermus), toxique.

- l'Agaric jaunissant (Agaricus xanthodermus), toxique. L'Agaric jaunissant (Agaricus xanthodermus) aux lames roses, dont le chapeau est tronconique (En forme de tronc de cône, c'est-à-dire de cône tronqué). Sa chair jaunit au grattage, et surtout à la base du pied à la coupe (bien que le jaunissement puisse être atténué, ou même absent, pour cause de l'âge et/ou de la sécheresse). Le pied est typiquement bulbeux à la base et l'Agaric jaunissant possède un anneau mince mais large, ample, persistant, floconneux dessous. Son odeur d'encre, iodée ou de phénol est assez caractéristique. Il vient dans les bois clairs et surtout les lisières, les prés, les parcs, les pelouses et les jardins[7],[8],[5]. C'est un Toxique léger, entrainant vomissements et troubles gastro-intestinaux. 50% des cas d'empoisonnement liés à la famille des Agaricacées sont dus à l'Agaric jaunissant[9], c'est aussi l'espèce de champignon entrainant le plus d'intoxications chaque année, notamment par cette confusion avec le Rosé-des-prés, les cueilleurs le confondant avec de par ses lames roses[2].

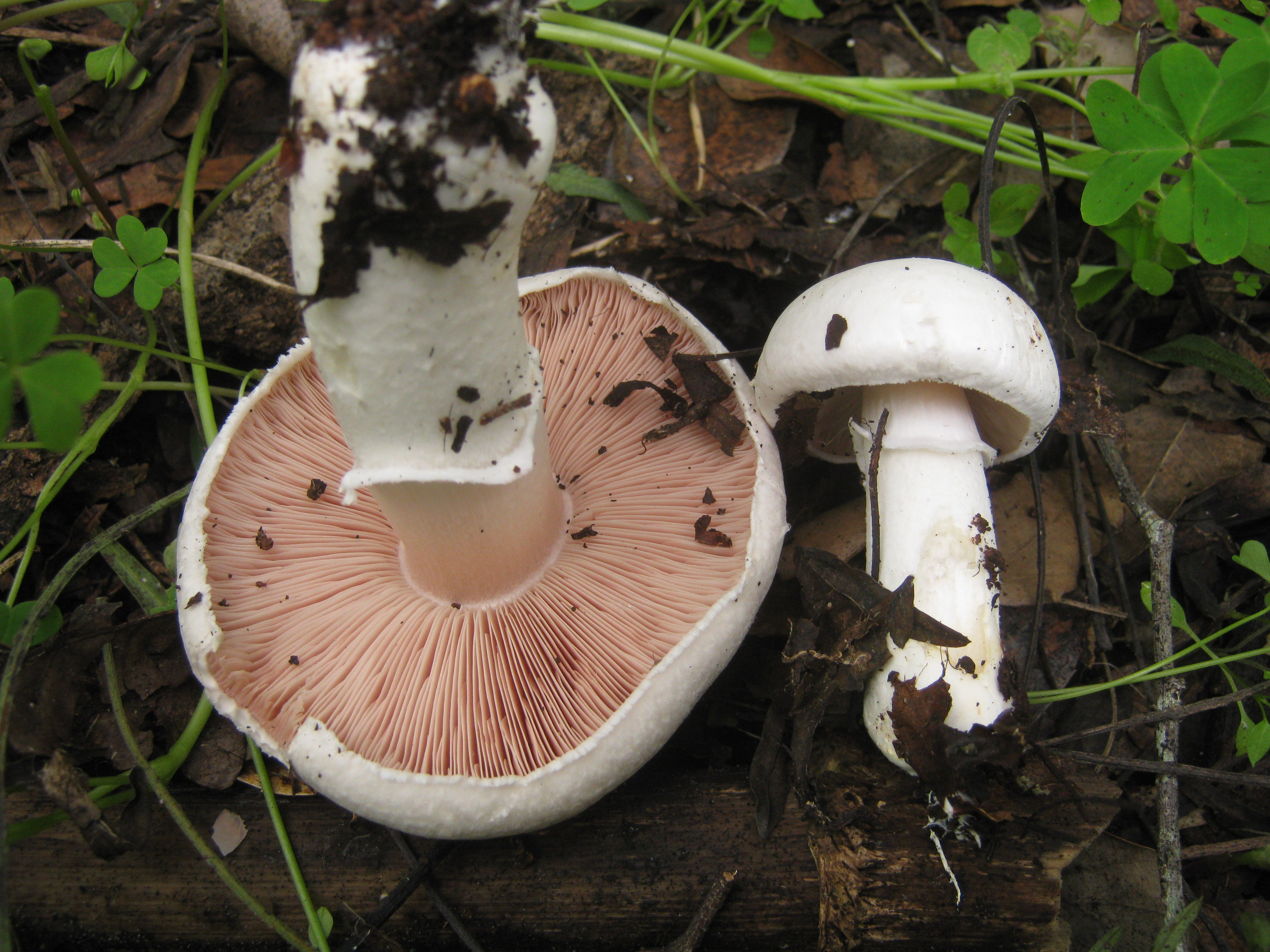
L'Agaric radicant (Agaricus bresadolanus), toxique.

- L'Agaric radicant (Agaricus bresadolanus), toxique. L'Agaric radicant (Agaricus bresadolanus) dont le chapeau est plus ou moins à nettement méchuleux, à mèches brunâtres sur fond blanc blanchâtre. Sa chair est légèrement jaunissante au grattage ou à la coupe, surtout au niveau de la base du pied. Le pied est en forme de massue et radicant, il y a une sorte de racine qui prolonge la base du pied, un cordon mycélien ou radicelle. L'Agaric radicant possède un anneau persistant et descendant. Son odeur est faible, d'amande amère. Venant dans les orées des bois de feuillus, le long des chemins et des allées, parfois aussi dans les parcs. C'est un Toxique léger[10],[11],[5], lui aussi souvent confondu avec A. campestris.

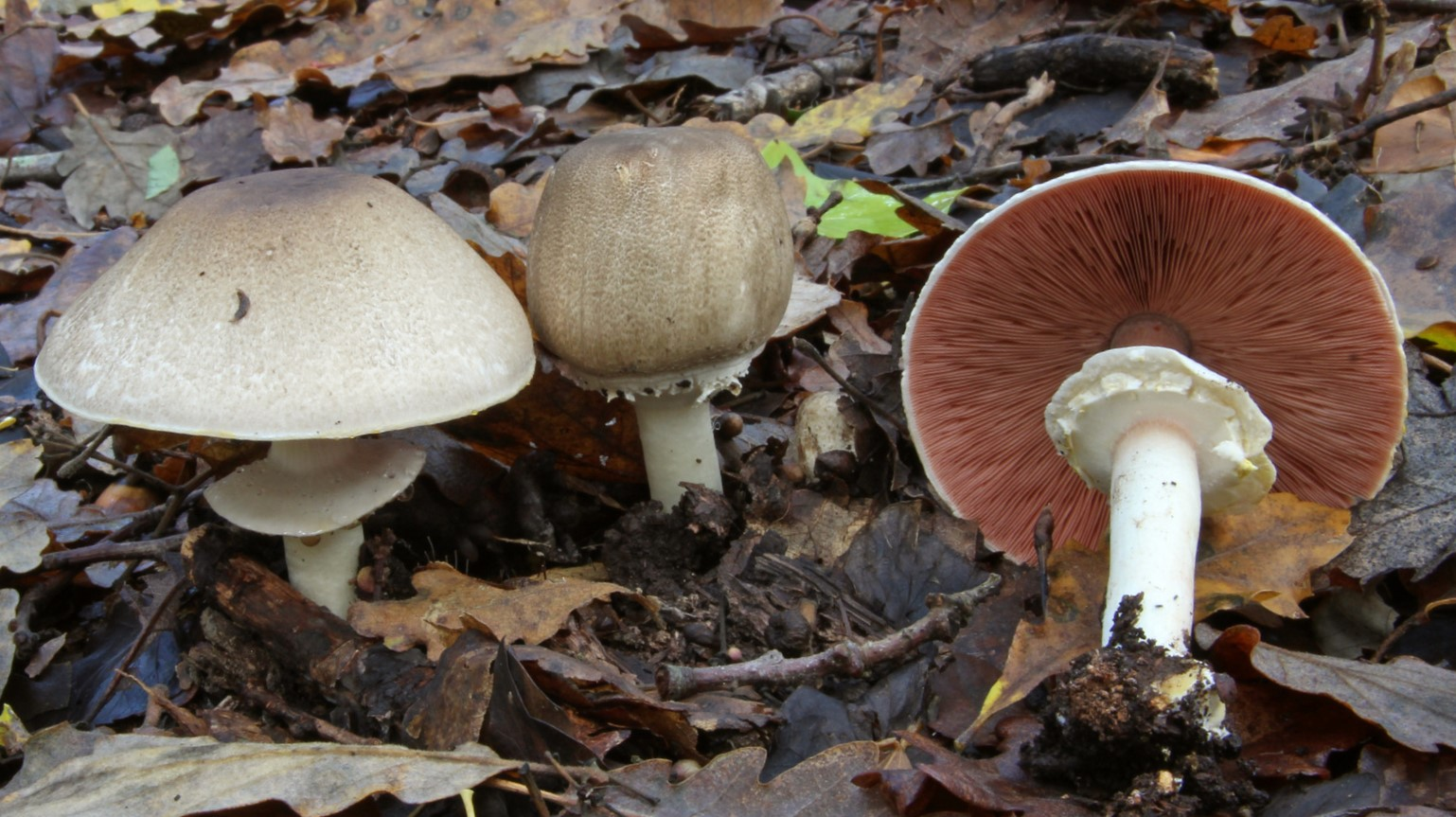
L'Agaric pintade (Agaricus moelleri), toxique.

- L'Agaric pintade (Agaricus moelleri), toxique. L'Agaric pintade (Agaricus moelleri) dont la chair est vivement jaunissante, surtout dans le bas du pied à la coupe ou au grattage. Son chapeau pâle est couvert de toutes petites plaques grisâtres en écailles. Le pied est nettement bulbeux et présente un anneau blanc peu épais mais étendu. Son odeur d'encre, iodée ou de phénol est plus au moins la même que celle de l'Agaric jaunissant. Il vient surtout dans les bois et en lisière de forêt, parfois dans les parcs et les prairies. C'est un Toxique léger[5],[12],[13].

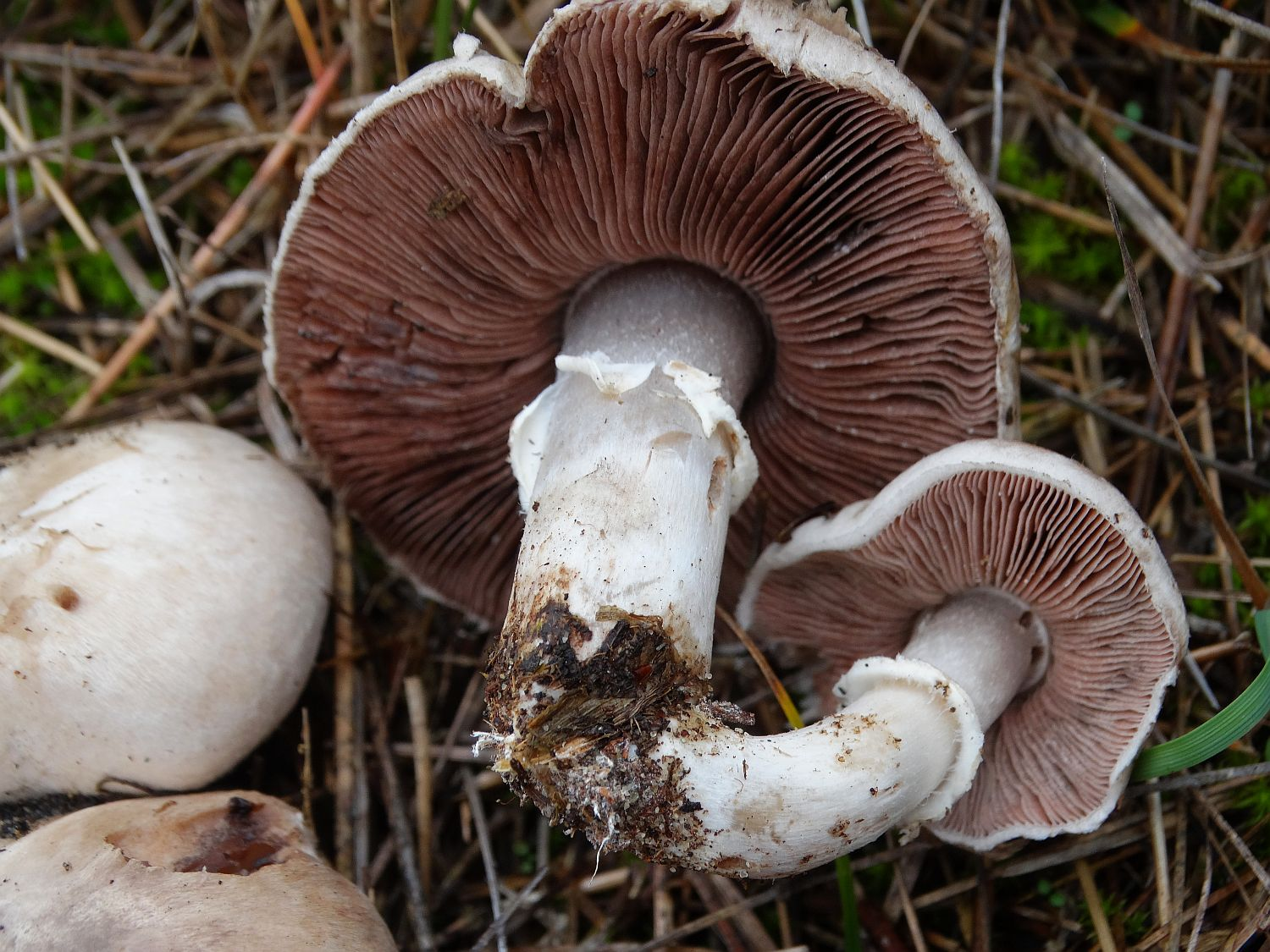
L'Agaric faux-champêtre (Agaricus pseudopratensis), toxique.

- L'Agaric faux-champêtre (Agaricus pseudopratensis), toxique. L'Agaric faux-champêtre (Agaricus pseudopratensis) au chapeau blanchâtre ou blanc sale finement méchuleux ou squamuleux, à l'anneau pulpeux bistre sépia et crénelé un peu mieux formé que celui d'A. campestris, mais toujours peu étendu, oblitéré. Sa chair est faiblement jaunissante, uniquement à la base de la chair du stipe à la coupe, puis lentement et légèrement roussissante. Rare. Venant dans les prairies et les forêts, sur sols sablonneux. C'est un Toxique léger[5],[14],[15].
- L'Agaric iodé (Agaricus iodosmus) au chapeau blanc couvert d'écailles grisâtres à brunes, au stipe cylindrique atténué à la base, l'anneau est persistant, membraneux, à double marge, la chair est jaunissante à la coupe au niveau de la base et son odeur est désagréable, iodée ou d'encre, venant dans les près ou en forêt. Rare. Toxique léger[16].
- L'Agaric des sables (Agaricus menieri) au chapeau blanc pur à blanchâtre et à l'allure trappue, au pied cylindrique ou en massue  orné d'un anneau mince un peu floconneux. Fortement jaunissant, surtout à la base du stipe, à odeur iodée, dans le sable des dunes blanches du littoral de la Méditerranée et de l'Atlantique, souvent très ensablé. C'est un Toxique léger[5],[17],[18].

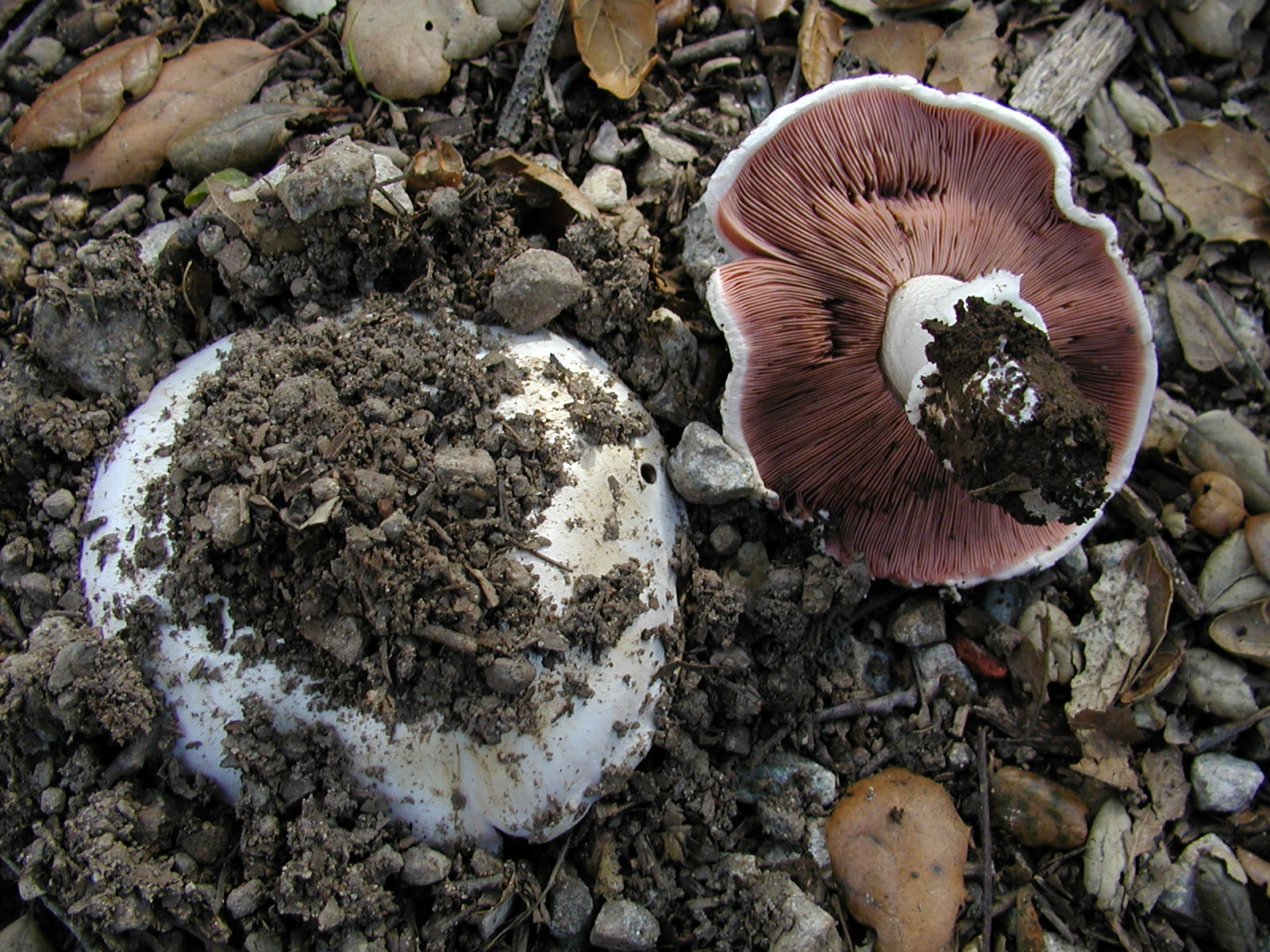
L'Agaric des trottoirs (Agaricus bitorquis), sans intérêt alimentaire.

- L'Agaric des trottoirs (Agaricus bitorquis), sans intérêt alimentaire. L'Agaric des trottoirs (Agaricus bitorquis) au chapeau blanc, sa chair est lentement et légèrement rougissante. Son pied ferme présente un anneau double et son chapeau est crème. Il est typique en bord de route et des chemins, en perçant parfois le bitume. Sans intérêt alimentaire[5],[19],[20].

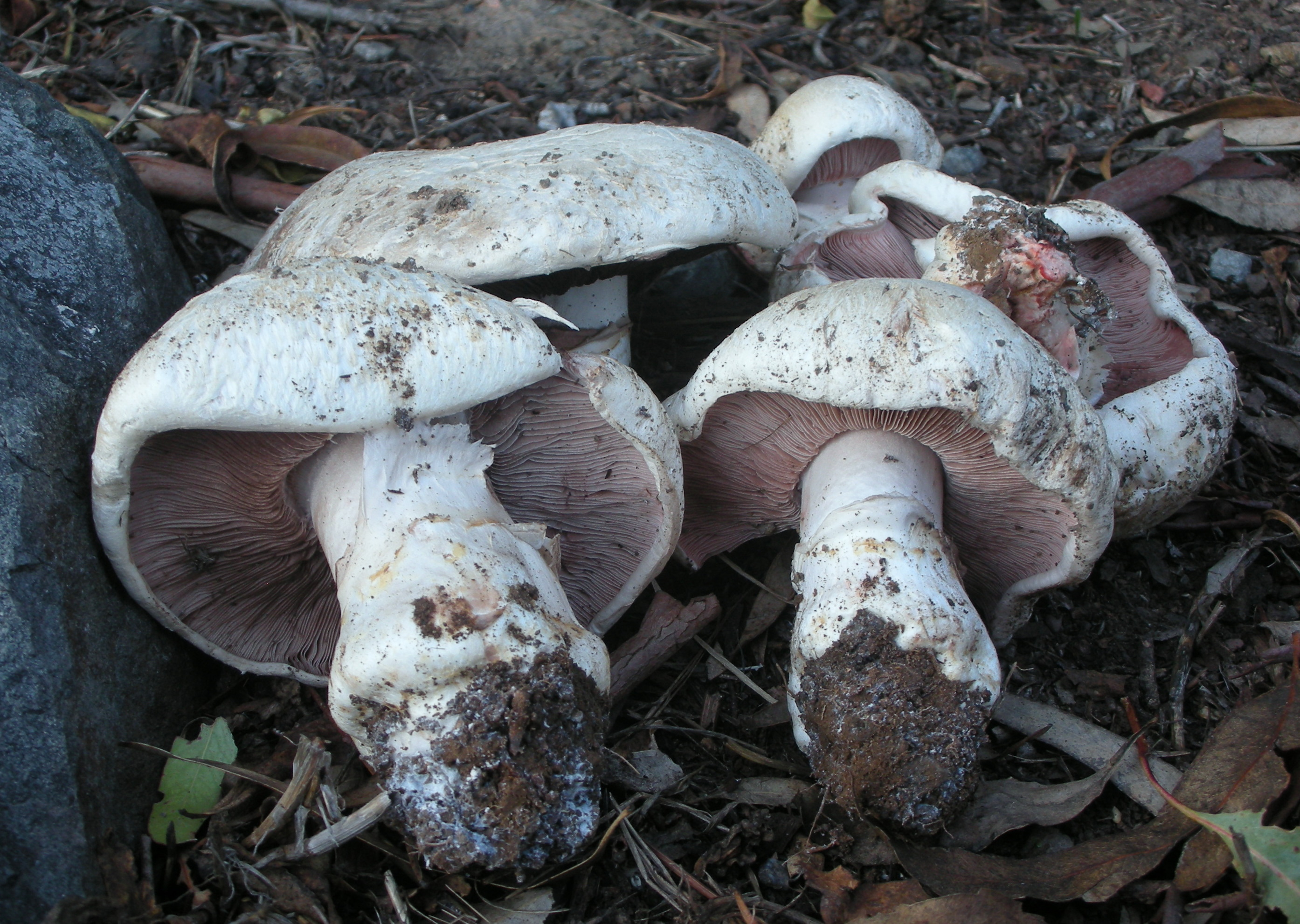
L'Agaric des prés salés (Agaricus bernardii), sans intérêt alimentaire.

- L'Agaric des prés salés (Agaricus bernardii), sans intérêt alimentaire. L'Agaric des prés salés (Agaricus bernardii) à chair rougissante. Odeur souvent forte, désagréable. Pied orné d'un anneau blanc ascendant en chaussette. Chapeau blanc à brun, lisse ou marqué de mèches plus au moins retroussées, mou-pulpeux au bord. Poussant dans les prés salés. Sans intérêt alimentaire[5],[21],[22].

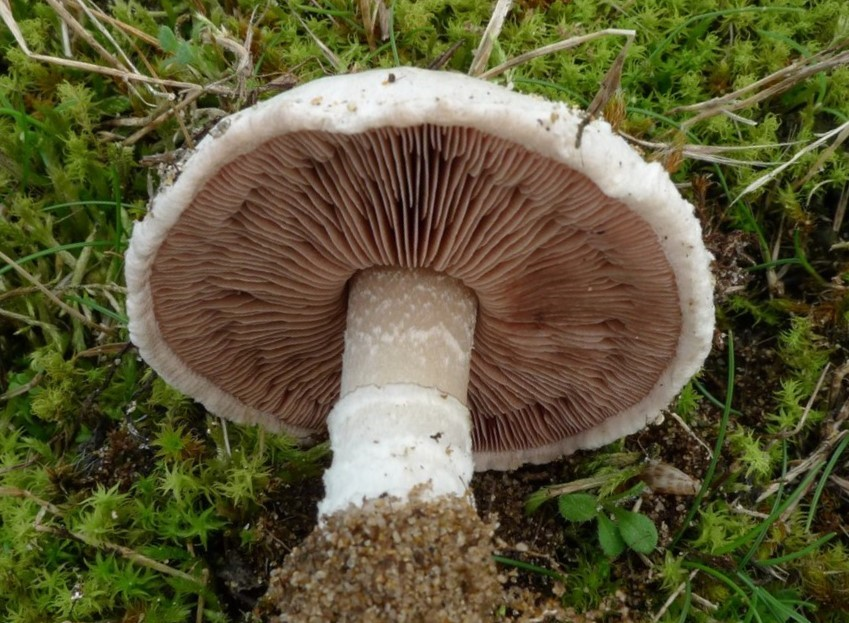
L'Agaric du Devon (Agaricus devoniensis), Sans intérêt alimentaire.

- L'Agaric du Devon (Agaricus devoniensis), Sans intérêt alimentaire. L'Agaric du Devon (Agaricus devoniensis) au chapeau fibrillo-soyeux, de couleur blanc puis grisonnant avec l'âge, à l'anneau fragile armillé. Chair rosissant légèrement à la coupe. Dans les dunes et les pelouses du littoral, sur sol sablonneux, rare. Sans intérêt alimentaire[23],[24].

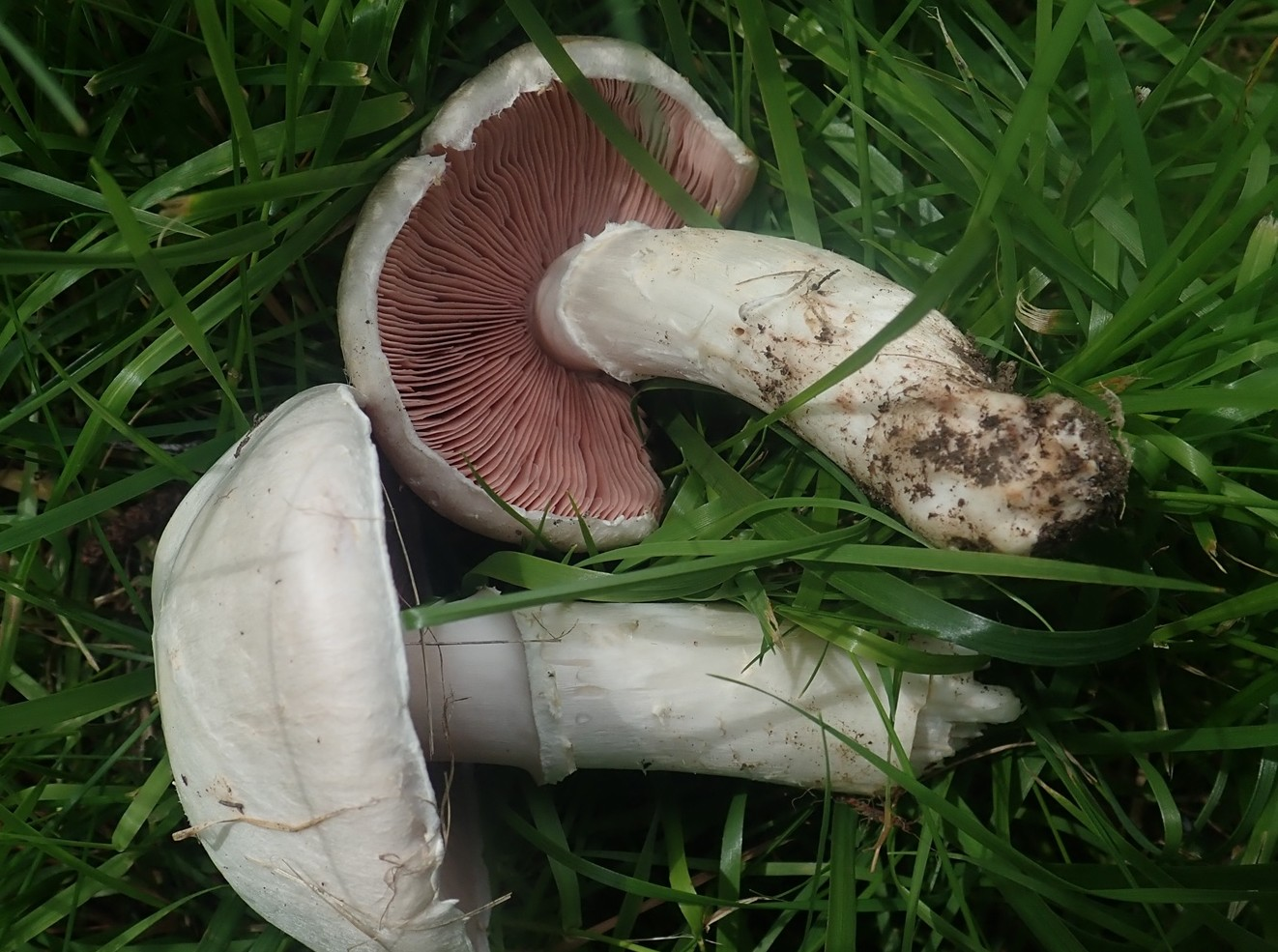
L'Agaric d'été (Agaricus altipes), Sans intérêt alimentaire.

- L'Agaric d'été (Agaricus altipes), Sans intérêt alimentaire. L'Agaric d'été (Agaricus altipes) au chapeau blanc et à la stature élevée, au pied rosâtre puis grisâtre au dessus de l'anneau, orné d'un anneau fugace, estival, rare, dans les forêts en-dessous de 1600 m d'altitude. Sans intérêt alimentaire[25].

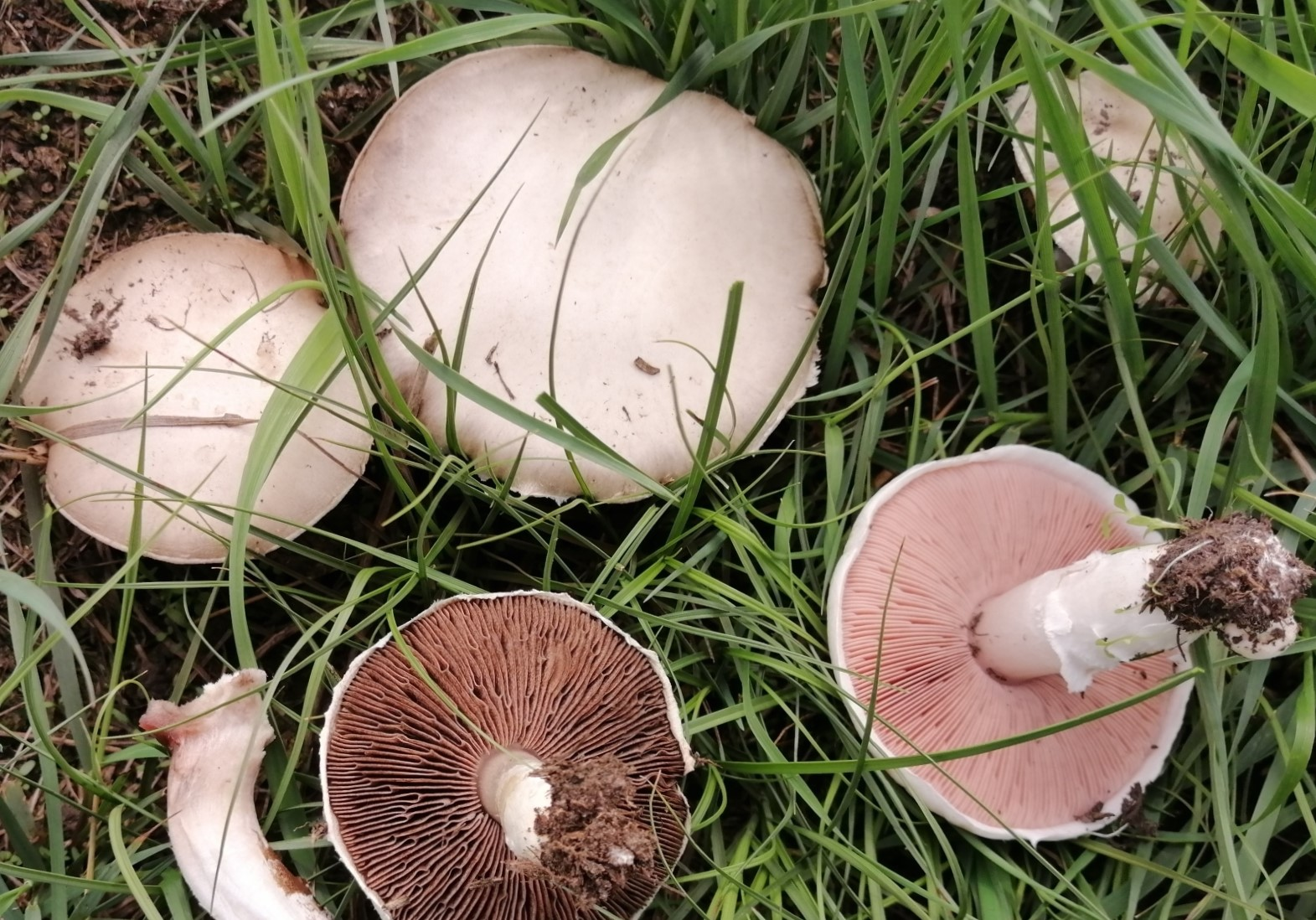
L'Agaric de la pampa (Agaricus pampeanus), sans intérêt alimentaire.

- L'Agaric de la pampa (Agaricus pampeanus), sans intérêt alimentaire.  L'Agaric de la pampa (Agaricus pampeanus) au chapeau lisse à faiblement squamuleux, blanchâtre un peu jaunissant, au stipe court trapu orné d'un anneau fibrilleux rapidement déchiqueté et à la chair faiblement rougissante, dans les pelouses sèches. Sans intérêt alimentaire[26]

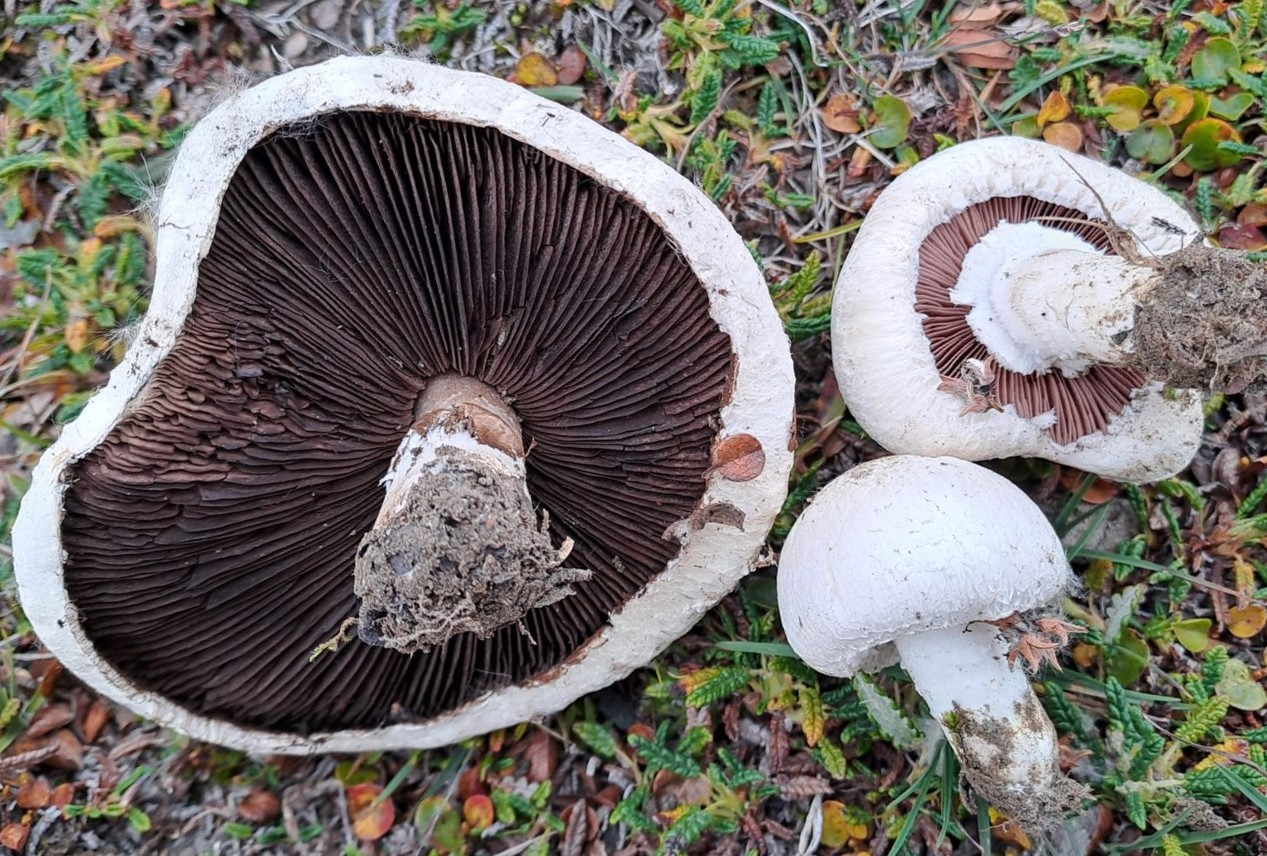
L'Agaric arctique (Agaricus aristocratus), sans intérêt alimentaire.

- L'Agaric arctique (Agaricus aristocratus), sans intérêt alimentaire. L'Agaric arctique (Agaricus aristocratus) au chapeau blanchâtre couvert d'écailles grisâtres au centre à maturité, à l'anneau simple et fugace, parmi les Dryas et Salix polaris (saule polaire). Sans intérêt alimentaire[27].

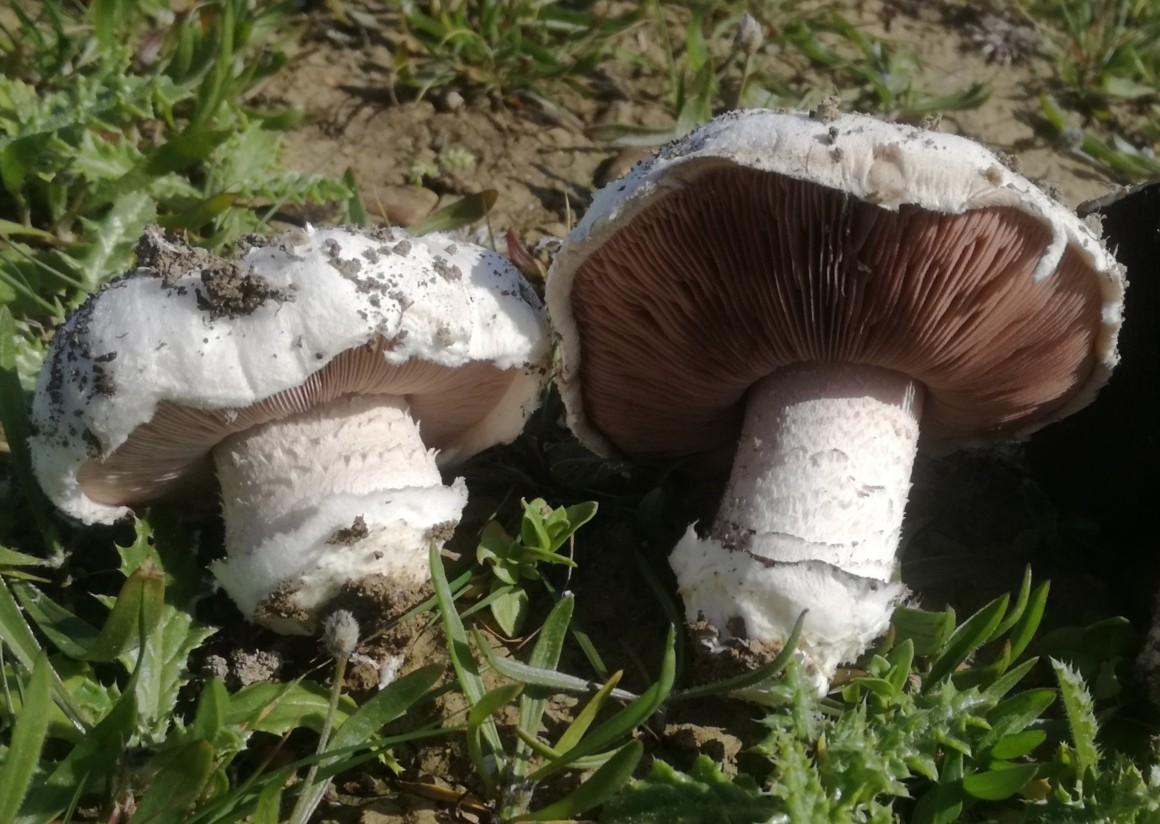
L'Agaric volvacé des cyprès (Agaricus gennadii), sans intérêt alimentaire.

- L'Agaric volvacé des cyprès (Agaricus gennadii), sans intérêt alimentaire. L'Agaric volvacé des cyprès (Agaricus gennadii) au chapeau blanchâtre à marge appendiculée, orné d'un anneau ascendant en chaussette, faisant penser à une volve d'Amanite, odeur désagréable avec l’âge. Sans intérêt alimentaire[28],[29].

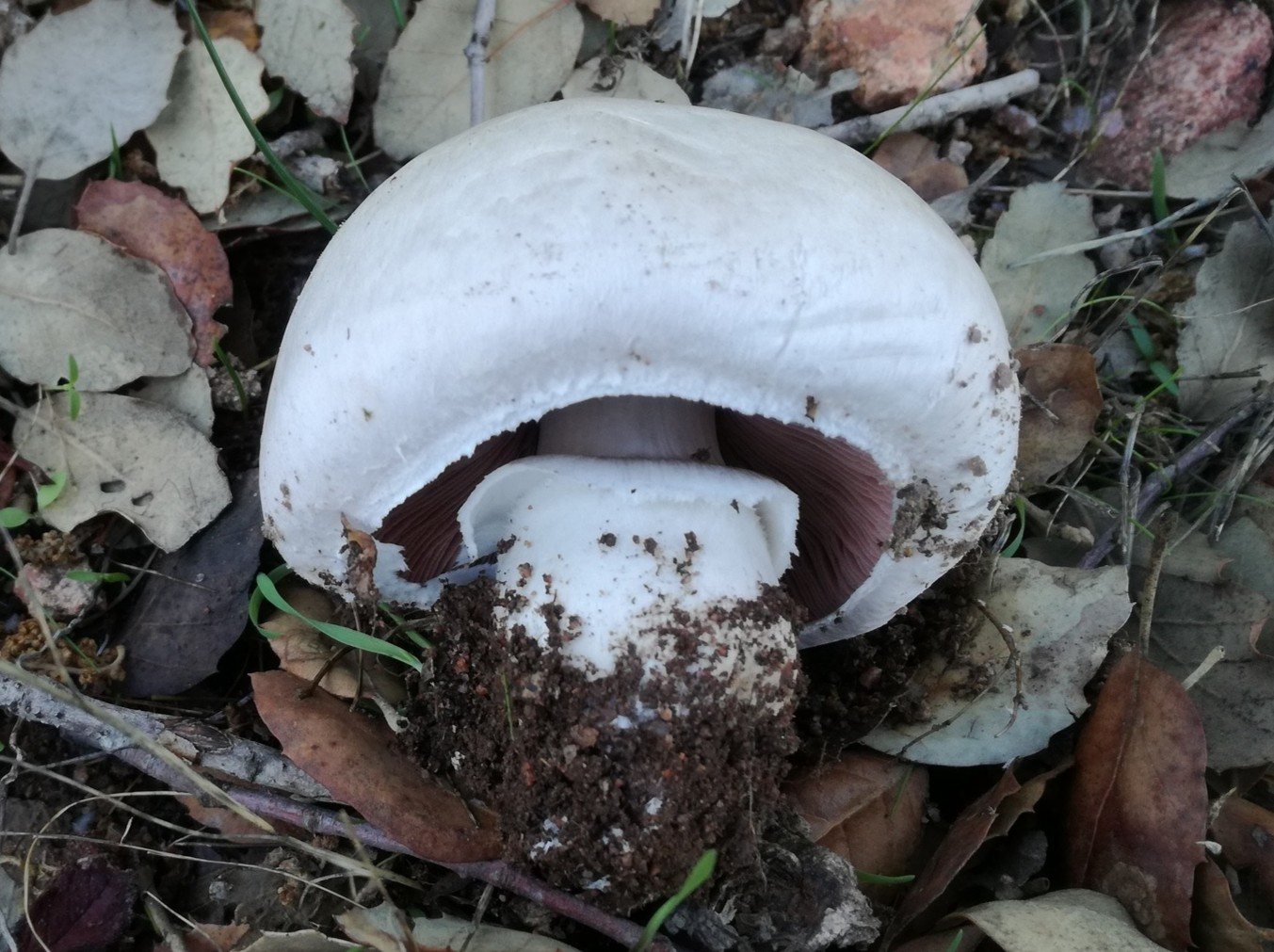
L'Agaric littoral (Agaricus littoralis), sans intérêt alimentaire

- L'Agaric littoral (Agaricus littoralis), sans intérêt alimentaire   L'Agaric littoral (Agaricus littoralis) au chapeau blanc craquelé en écailles, anneau ample, bas du pied rougissant au grattage, odeur légèrement anisée, en milieux herbeux, rudéral et halophile. Sans intêrêt alimentaire[30],[31].
- L'Agaric pelucheux (Agaricus moellerianus) au chapeau blanc, au stipe squamuleux dont l'anneau discret se confond avec les squasmes du stipe et à l'odeur légèrement anisée, dans les pelouses. Sans intérêt alimentaire[32],[33].
- L'Agaric de printemps (Agaricus heimii) au chapeau blanc à crème, anneau fugace très limité ou même absent, dans les forêts, à l'odeur aromatique surtout sous les Pins et les Sapins, de mai à juillet. Sans intérêt alimentaire[34].
- L'Agaric de Cappelli (Agaricus cappellii) au chapeau blanc laineux couverts de petites écailles blanches méchuleuses, orné d'un anneau épais en roue dentée, sous feuillus ou conifères, rare. Sans intérêt alimentaire[35].
- L'Agaric à pied orné (Agaricus ornatipes) au chapeau fibrilleux à la marge débordante, à l'anneau simple étroit, à l'ornementation importante du stipe sous l'anneau, à l'odeur anisée et au jaunissement très faible à la détersion, rare. Sans intérêt alimentaire[36]
- L'Agaric porphyre (Agaricus brunneolus) au chapeau orné de mèches fibrilleuses brun vineux, pied en massue, anneau fragile, chair à jaunissement roussâtre lent, odeur d'amande amère. Sans intêrêt alimentaire[5],[37],[38].
- L'Agaric pourpré (Agaricus porphyrocephalus) au chapeau plus ou moins orné de fibrilles écailleuses, marge appendiculée, anneau fugace, à la base du pied un peu pointue, lieux herbeux. Sans intêrêt alimentaire[5],[39],[40].
- L'Agaric à flocons (Agaricus subfloccosus), au stipe à anneau infère simple, assez épais à très épais et persistant, à l'odeur désagréable, poussant dans les forêts de conifères de mai à octobre, rare. Sans intérêt alimentaire[41].
- L'Agaric solitaire (Agaricus semotus) au chapeau pâle fibrilleux légèrement purpurin, lames rosâtres à brunes, anneau fragile, odeur anisée, légèrement jaunissant, en forêt, lisière ou prairie. Sans intêret alimentaire[42],[43].
- L'Agaric fissuré (Agaricus fissuratus) au chapeau blanchâtre à brunâtre vite fissuré et craquelé radialement, stipe voilé pelucheux, odeur d'amande amère, dans les forêts thermophiles. Sans intérêt alimentaire[44],[45].
- L'Agaric du fleuve Pô (Agaricus padanus) au chapeau blanchâtre à brunâtre, à l'anneau double membraneux, rompu en multiples guirlandes armilloïdes sur le pied, à l'odeur aromatique, sous Pinus radiata. Sans intérêt alimentaire[46],[47].
- L'Agaric à grandes écailles (Agaricus macrolepis) au chapeau garni d’écailles jaune crème sur fond pâle. Stipe lisse ou presque, anneau double en roue dentée. Chair jaunissante. Odeur nette et purement anisée, souvent sous conifères, rare. Sans intérêt alimentaire[48].
- L'Agaric squamuleux (Agaricus benesii) au chapeau blanc méchuleux, à l'anneau en forme de roue dentée, stipe squamuleux en bas. Plus au moins rougissant. Dans les forêts, lisières et prairies. Sans intérêt[5] alimentaire,[49],[50].
- L'Agaric de Pequin (Agaricus pequinii) au chapeau blanchâtre, à marge fibrilleuse, au pied aminci à la base, blanchâtre, portant des motifs d’écailles arrangés transversalement gris pourpré, sortant d'une sorte de volve blanchâtre grisâtre, rare. Sans intérêt alimentaire[51].
- L'Agaric cuivré (Agaricus cupreobrunneus) au chapeau velouté laineux, au pied orné d'anneaux multiples étagés mal formés, venant dans les prairies sèches, sur sol sableux ou au bord des routes. Sans intérêt alimentaire[5],[52],[53].
- L'Agaric des bois (Agaricus sylvicola) au chapeau blanchâtre puis jaunâtre ochracé, au pied élancé se terminant en massue, orné d'un anneau blanc membraneux à face inférieure marquée vers l'extérieur de quelques flocons triangulaires, une forme rappelant celle d'un roue dentée. Son odeur est très marquée, d'anis, poussant surtout dans les forêts. Comestible[5],[54],[55].
- L'Agaric des jachères (Agaricus arvensis) au chapeau blanc puis très légèrement beige à maturité, dont la chair est légèrement jaunissante, surtout à la base du pied, son chapeau peut aussi jaunir au grattage. Le pied peut être plus grand et ne s'amincit pas à la base. L'Agaric des jachères possède un anneau large, persistant, descendant, aux flocons sur son dessous rappelant l'aspect d'une "roue dentée". Son odeur est nettement anisée. Ce champignon pousse dans les parcs, surtout sous feuillus. C'est une assez grande espèce. Comestible[5],[56],[57].
- L'Agaric boule de neige (Agaricus osecanus) ressemblant à l'Agaric des jachères mais plus grand, à l'anneau blanc floconneux également en roue dentée. Son chapeau est blanc de neige puis légèrement jaunâtre ochracé, son pied orné de quelques flocons ou méchules, ou au moins au niveau de la base. C'est une grande espèce, poussant dans les champs, les prairies, les pelouses et les forêts, à l'odeur d'amande amère. Comestible[5],[58],[59].
- L'Agaric géant des près (Agaricus crocodilinus) ressemblant à l'Agaric boule de neige mais encore plus grand (son chapeau atteint 30 cm de diamètre, c'est le plus grand des Agarics), son chapeau blanchâtre est recouvert de fines minuscules fibrilles un peu plus foncées foncées, ses teintes deviennent légèrement beige-jaunâtre à maturité. Lorsqu'il est craquelé par la sécheresse, ses craquelures prennent la forme de grandes écailles en relief sur son chapeau. Son stipe est nettement flocconeux sous l'anneau et son odeur est d'abord d'amande amère, puis désagréable, surtout à maturité et avec l'âge, rappelant l'urée ou l'ammoniac. On le retrouve dans les milieux herbeux et venteux. Comestible[5],[60],[61].
- L'Agaric bispore (Agaricus bisporus), le champignon de Paris à l'état sauvage, rare, différent dans la nature de sa forme blanche cultivée. Chapeau brun orné de méchules de couleur brun foncé, anneau à section triangulaire, pied cylindrique ou en massue, chair plus au moins rougissante, odeur non distinctive. Comestible[5],[62],[63].

### Confusions possibles avec d'autres espèces en dehors des Agarics

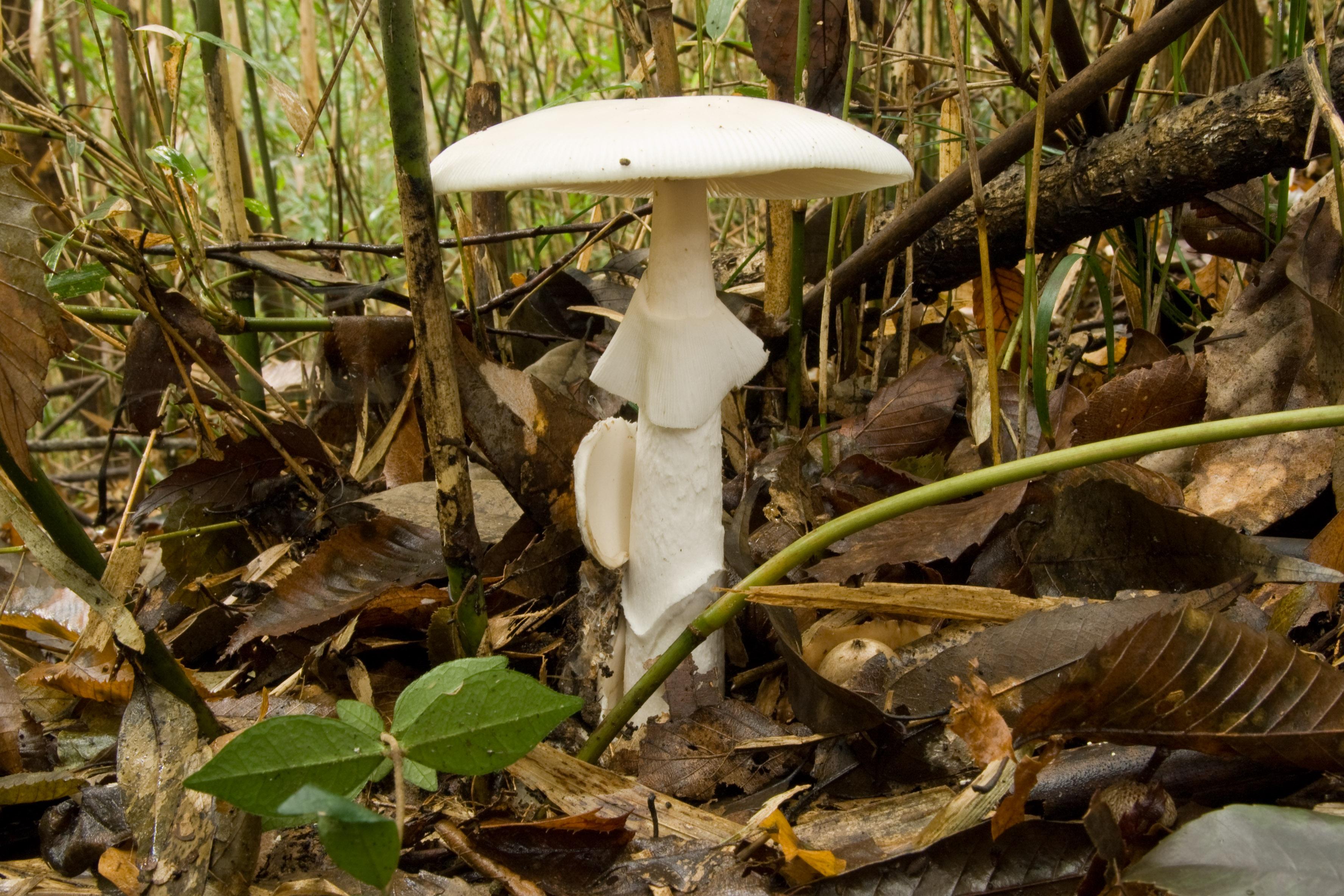
L'Amanite vireuse (Amanita virosa), mortelle.

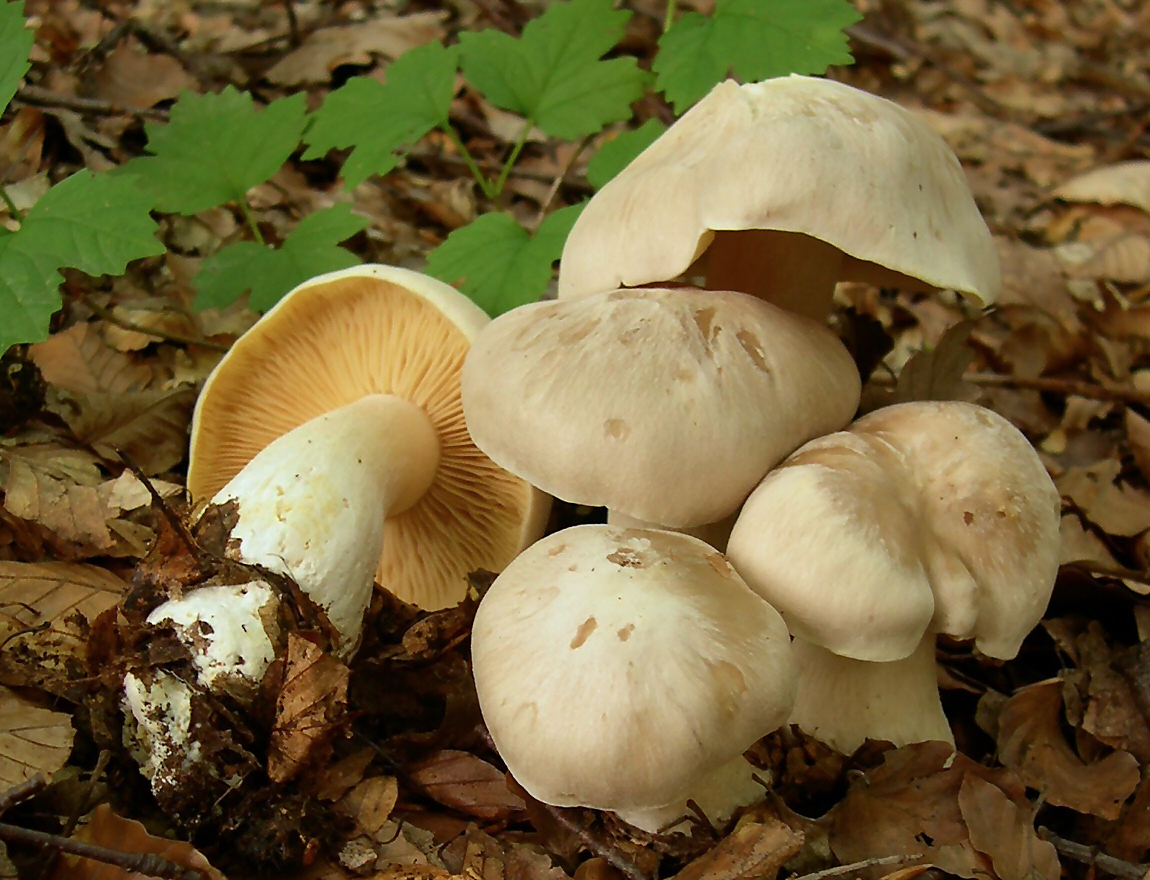
L'Entolome livide (Entoloma sinuatum), toxique sévère.

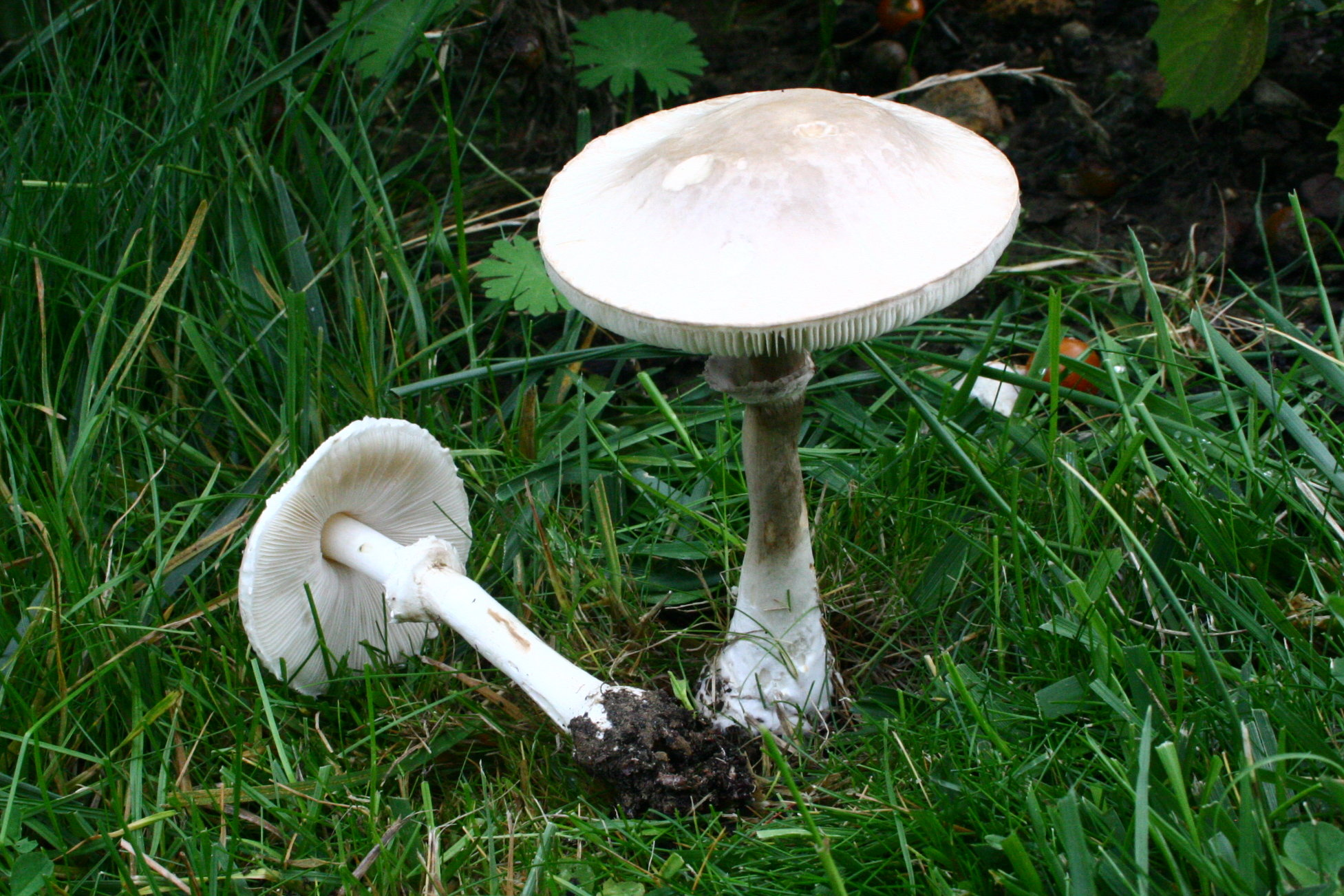
La Lépiote pudique (Leucocoprinus leucothites), sans intérêt.

- L'Amanite printannière (Amanita verna) dont le chapeau est souvent un peu gras au toucher. Ses lames sont blanches et le resteront. Le pied est cylindrique et bulbeux à la base. L'Amanite printanière possède un anneau blanc, mince, membraneux, pendant mais qui peut aussi disparaitre. Elle a une volve blanche, en sac. Son odeur est faible puis devient agréable et florale avec l'âge. Ce champignon pousse surtout dans les forêts, sous feuillus et sur sols sablonneux. À noter que sa chair réagit vivement à la potasse donnant une couleur jaune d'or vif. Toxique, mortel.
- L'Amanite vireuse (Amanita virosa) dont le chapeau a une forme variable, parfois tronconique ou largement mamelonné qui peut devenir visqueux par temps humide. Ses lames sont blanches et le resteront. Le pied est méchuleux donnant un aspect "ébouriffé" et il est bulbeux à la base. La chair est fibreuse. Elle a une volve blanche, ample, en sac, parfois un peu teintée de rosâtre. Ce champignon pousse dans les forêts de feuillus mais surtout dans les bois de conifères. Toxique, mortel.
- L'Amanite phalloïde (Amanita phalloides) dont le chapeau a une couleur variable, généralement vert olive à vert jaune (parfois blanc !) avec des fibrilles radiales grises. Ses lames sont blanches et le resteront. Sa chair est fibreuse. Elle a un anneau blanc, strié, persistant, dit "en jupe". Elle a une volve blanche, membraneuse, en sac. Son odeur est faible ou agréable de "rose fanée". Ce champignon pousse surtout dans les forêts de feuillus. Toxique, mortel.
- L'Entolome livide (Entoloma sinuatum), dont le chapeau peut être plus grand, légèrement déprimé avec le temps et plus ou moins mamelonné. Ses lames sont adnées à échancrées, moins serrées et de couleur jaune beurre (jeunes) puis rosâtres. Le pied peut être plus grand et il est en forme de massue. L'Entolome livide ne possède pas d'anneau. Son odeur et sa saveur sont farineuses. Ce champignon pousse surtout sous feuillus et sur sols calcaires ou argilo-calcaires. Toxique sévère.
- La Lépiote pudique (Leucocoprinus leucothites), dont le chapeau est fibrilleux. Ses lames sont blanches et le resteront. Le pied est en forme de massue et la Lépiote pudique possède un anneau mince, persistant et coulissant. Sans intérêt.

## Pour en savoir plus
Le poète romain Horace du Ier siècle av. J.-C. cite dans ses poésies en latin « Pratensibus optima fungis - Natura est ; aliis male creditur » (le champignon des champs est le meilleur champignon de la nature ; il ne faut pas se fier aux autres).
Jean-Baptiste de La Quintinie, jardinier-agronome créateur du potager du Roi Louis XIV du château de Versailles, en cultive dès 1670 pour le roi (fruits et légumes de la cuisine parisienne).
Le genre Agaricus a été décrit pour la première fois en 1753 par le Suédois Carl von Linné. Il regroupait alors tous les champignons qui avaient des lamelles sous le chapeau.
Les mycologues ont ensuite découpé cet énorme ensemble en de nombreux genres de taille plus modeste et aujourd'hui, ce nom ne s'applique qu'a des champignons à chair fibreuse, à lame libres et à spores brun chocolat ou noirâtre.